# Фреска

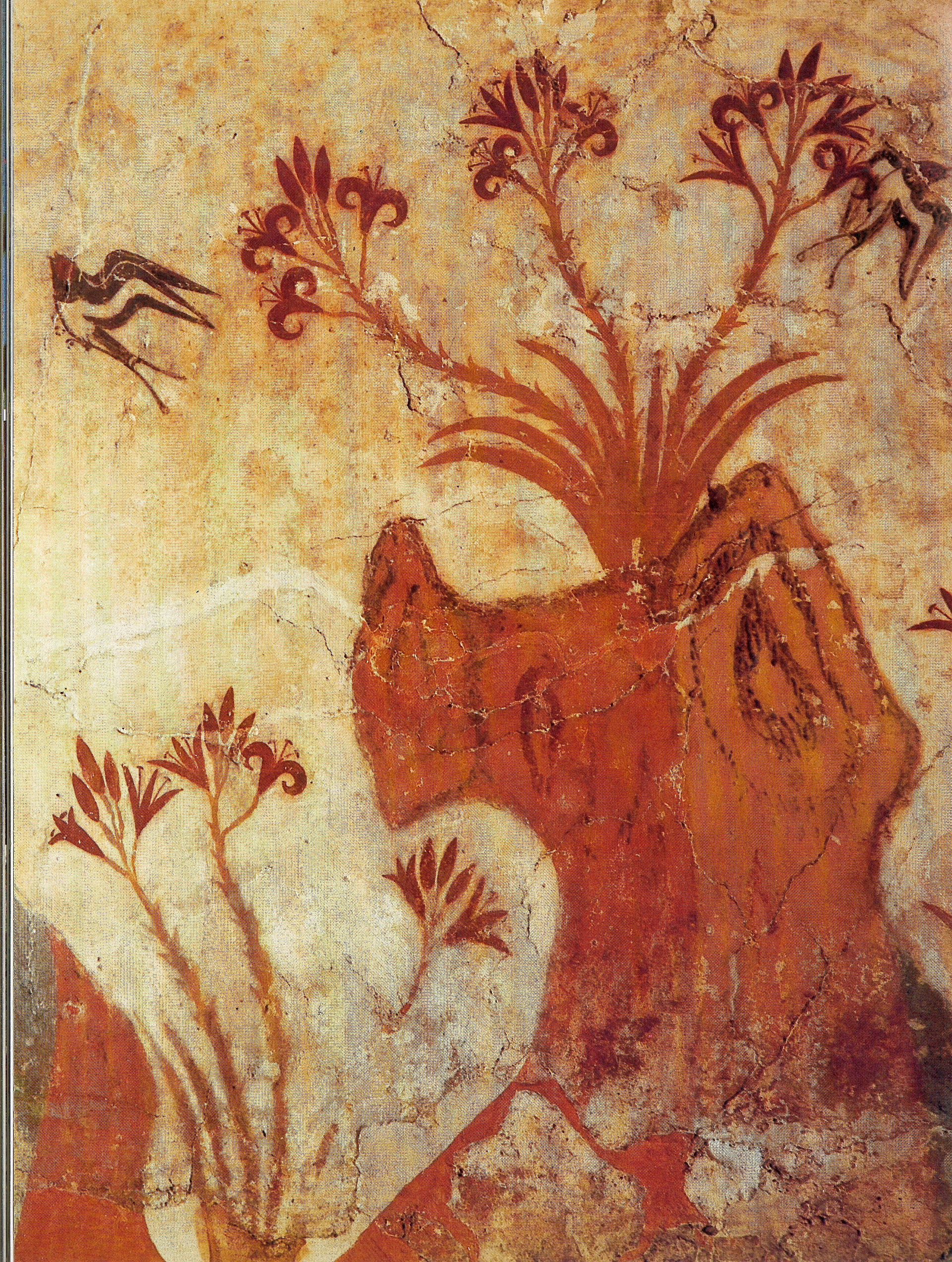
Лілеї і ластівки навесні, фрагмент. Санторин, бл. 1500 р. до н. е.

Фре́ска (від італ. fresco, досл. «свіжий») — живопис на вологій штукатурці, одна з технік настінного малярства, протилежна до «альсекко» (розпис по сухому). Робилися за допомогою сиру, шматків каменю, природних барвників та інших засобів.

## Історія

### Дослідження технології
У XX столітті різні технології старовини пройшли перевірки, хімічний аналіз і аналіз складових речовин, детально перевірені за письмовими чи архівними записами. В полі ретельних досліджень була і технологія фресок, як «по вологому» (буон-фреска, італ. bouone fresco, лат. in udo), так і «по сухому» (італ. a secco, лат. in arido).
Якщо прийняти техніку фрески «по вологому» з використанням вапна за стандарт, то далеко не всі стародавні стінописи слід вважати суто фресками. Це довів у своїй книзі «Матеріали і ремесла Стародавнього Єгипту» єгиптолог з Британії А. Лукас. Єгипетська цивілізація в період XXX–XI століть до н. е. не знала вапна. Використання вапна розпочалося приблизно з IV століття до н. е. в добу Птолемеїв і привнесена греками.
Але вапно було відоме в Ассирії, Вавилонії, у Фінікії. Суміш вапна з розмеленою на порох цеглою використовували для створення вологостійких замазок при створенні акведуків чи гідротехнічних споруд. Входило вапно і в суміш з гіпсом при тинькуванні споруд.
Високоякісні вапняні суміші використовували в житлових і палацових спорудах егейської культури, які були ґрунтами для стінописів, датованих XXX–XII ст. до н. е. Але навіть їх умовно відносять до фресок як «по вологому». Карбонізації розписів сприяли домішки тиньку, а не вапно, що не входило до складу фарб.
Є значні розбіжності і з стінописами Староданього Риму, які мають значні відмінності від уславлених фресок доби італійського Відродження. За висновками Е. Бергер технологія італійських майстрів відрізняється від технології давньоримської. Тої ж думки дотримувався і відомий радянський технолог Д. І. Киплик. За висновками технологів, не було єдиної стандартної техніки фрески «по вологому» на вапнякових ґрунтах водними фарбами, які відрізнялись відсотком вмісту оксиду кальція. Але безумовно, що ця технологія зародилася в глибинах античної культури і була розповсюджена на всю терторію античної ойкумени. Розбіжності в технологіях, однак, не стали в заваді при створені стінописів високої мистецької вартості і в Стародавньому Єгипті, і на острові Крит, і в Стародавній Греції, про, що свідчать археологічні знахідки у відповідних регіонах.

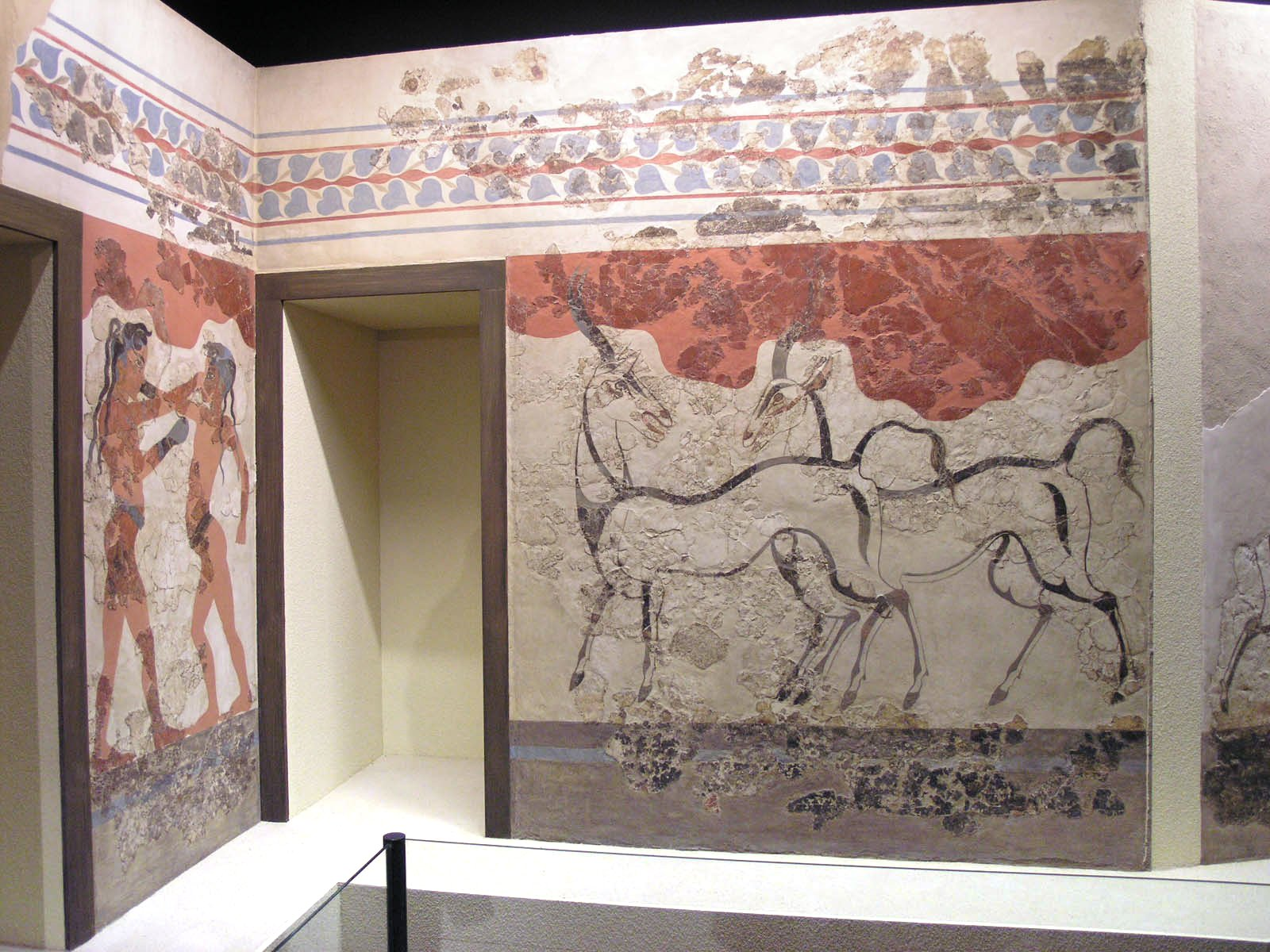
Фрески Акротирі, острів Санторин. Нац. археоллогічний музей (Афіни)
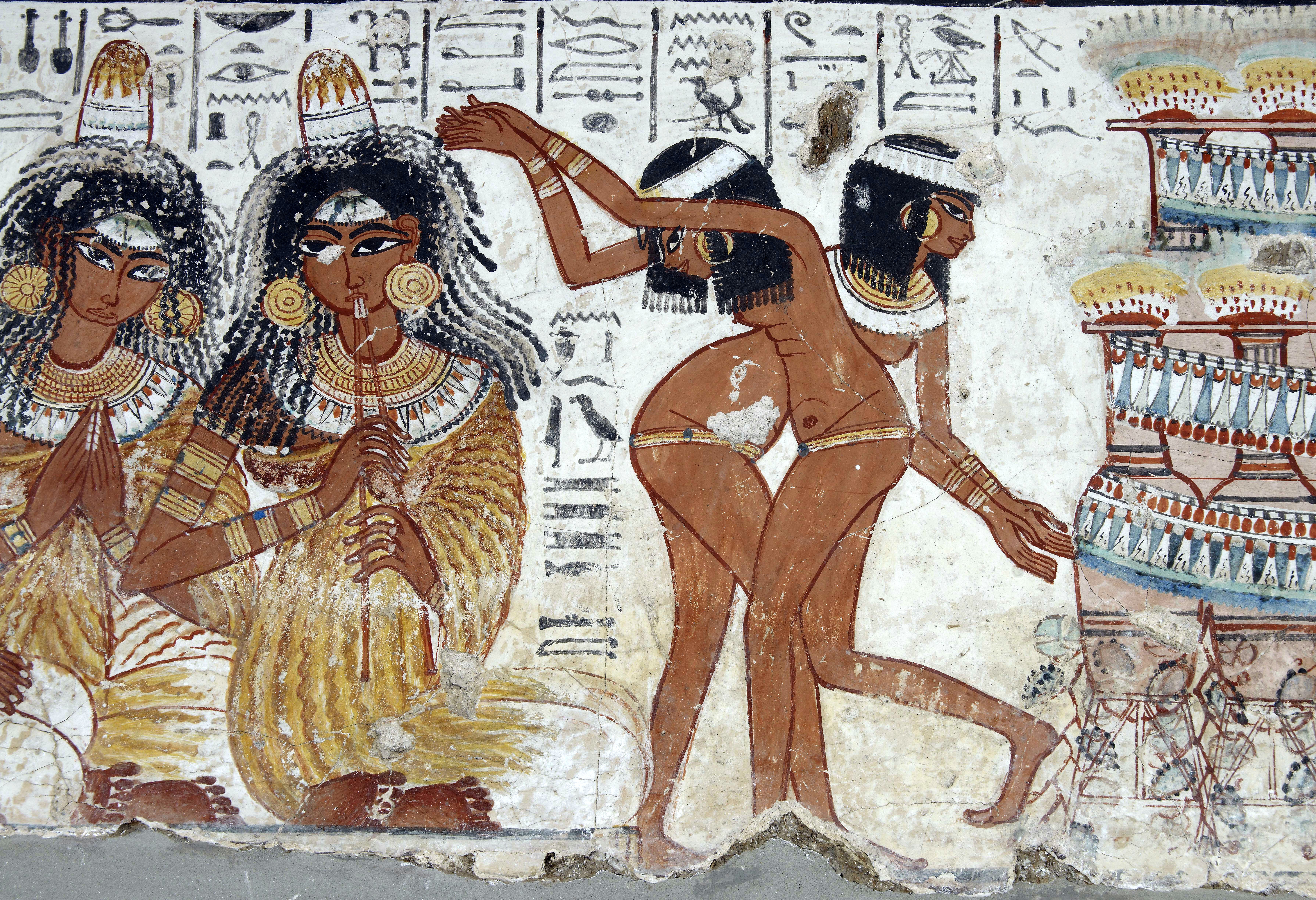
Єгипетський стінопис, бл. 1400 до н. е.
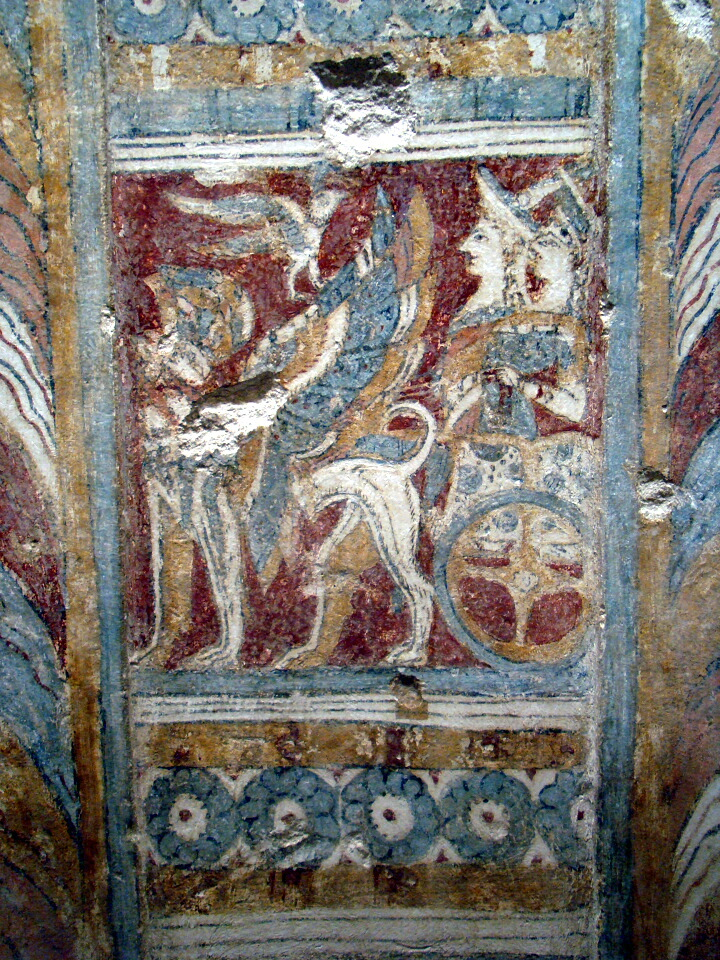
Дві богині в колісниці, Мінойська цивілізація. Археологічний музей (Іракліон)
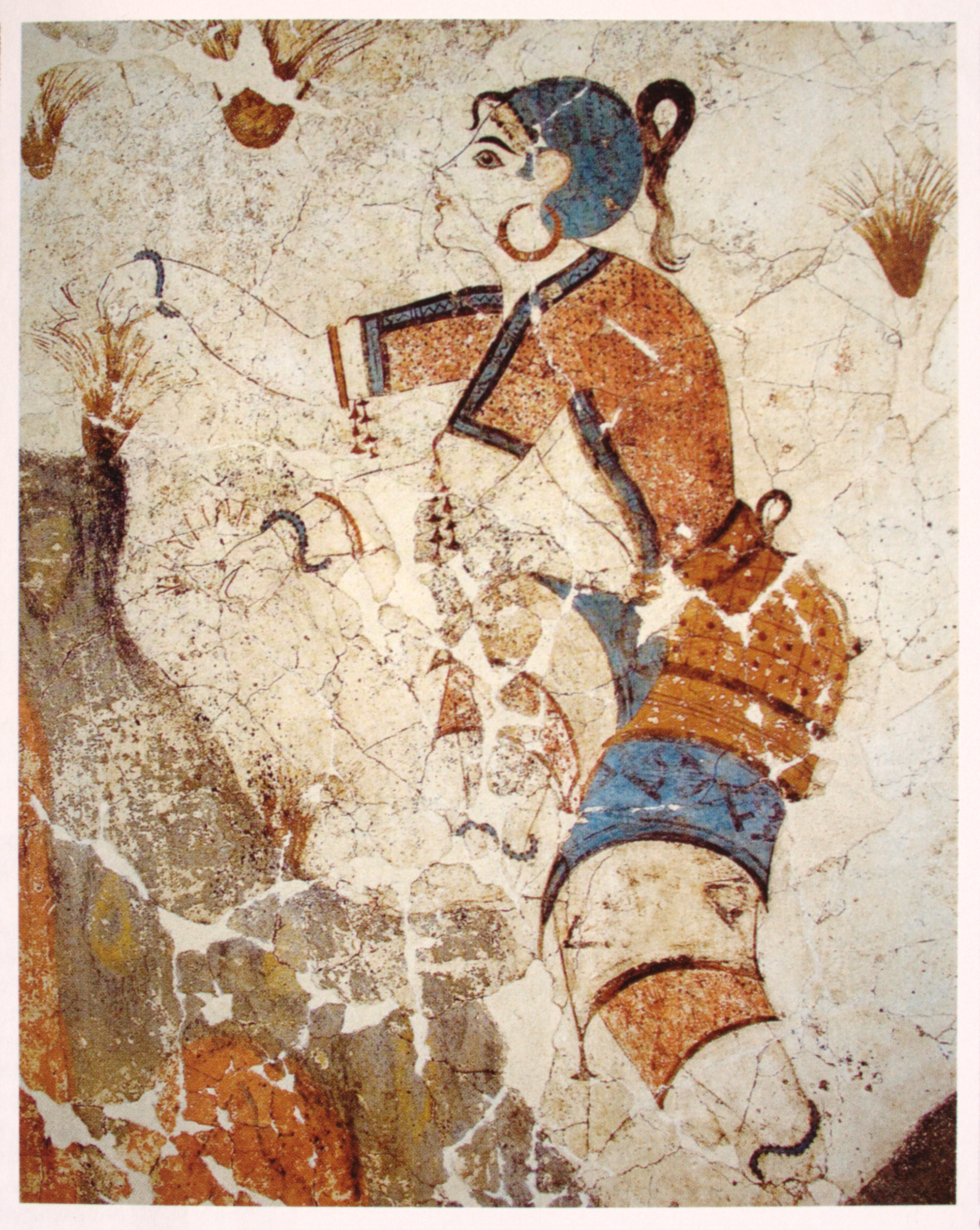
Деталь фрески з Тери, о. Санторіні
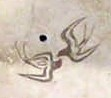
Ластівки навесні, Акротирі, острів Санторин, Нац. археоллогічний музей (Афіни)
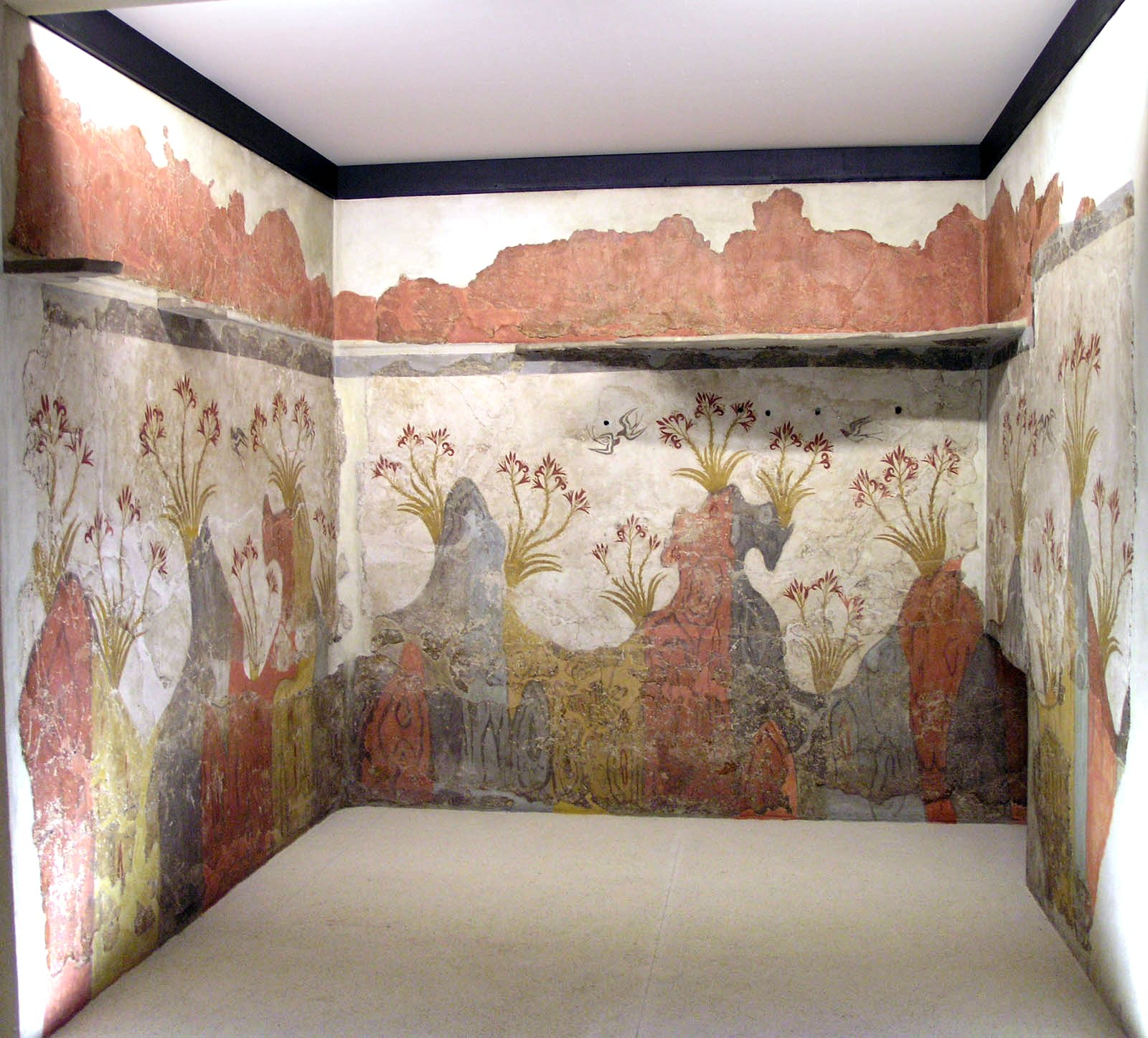
Фрески з Акротирі, острів Санторин, Нац.археоллогічний музей (Афіни)

### Різновиди фресок
Існує сухіша (італ. al secco) та вологіша (італ. al fresco) технологія написання фрески.
Написання фресок al secco є не досить складним, тому що робота над такою фрескою може тривати не один день. Вапняна вода та пігмент наносяться разом. Але повторне зволоження тиньку веде до його псування.
При написанні al fresco пігменти чи фарби наносяться на вологу штукатурку, яку попередньо (перед накладанням пігменту) зволожують вапняковою водою. При нанесенні пігмент змішується з вапняковою водою і стає вапняковою фарбою. При засиханні виникає однорідний тиньк з малюнком. Більшість художників витрачали на роботу над значними фресками від 5 років, але чим довше майстер працює над шедевром, тим нижча його якість, адже тиньк від вологи починає кришитись.

## Секрети технології давньоримських фресок

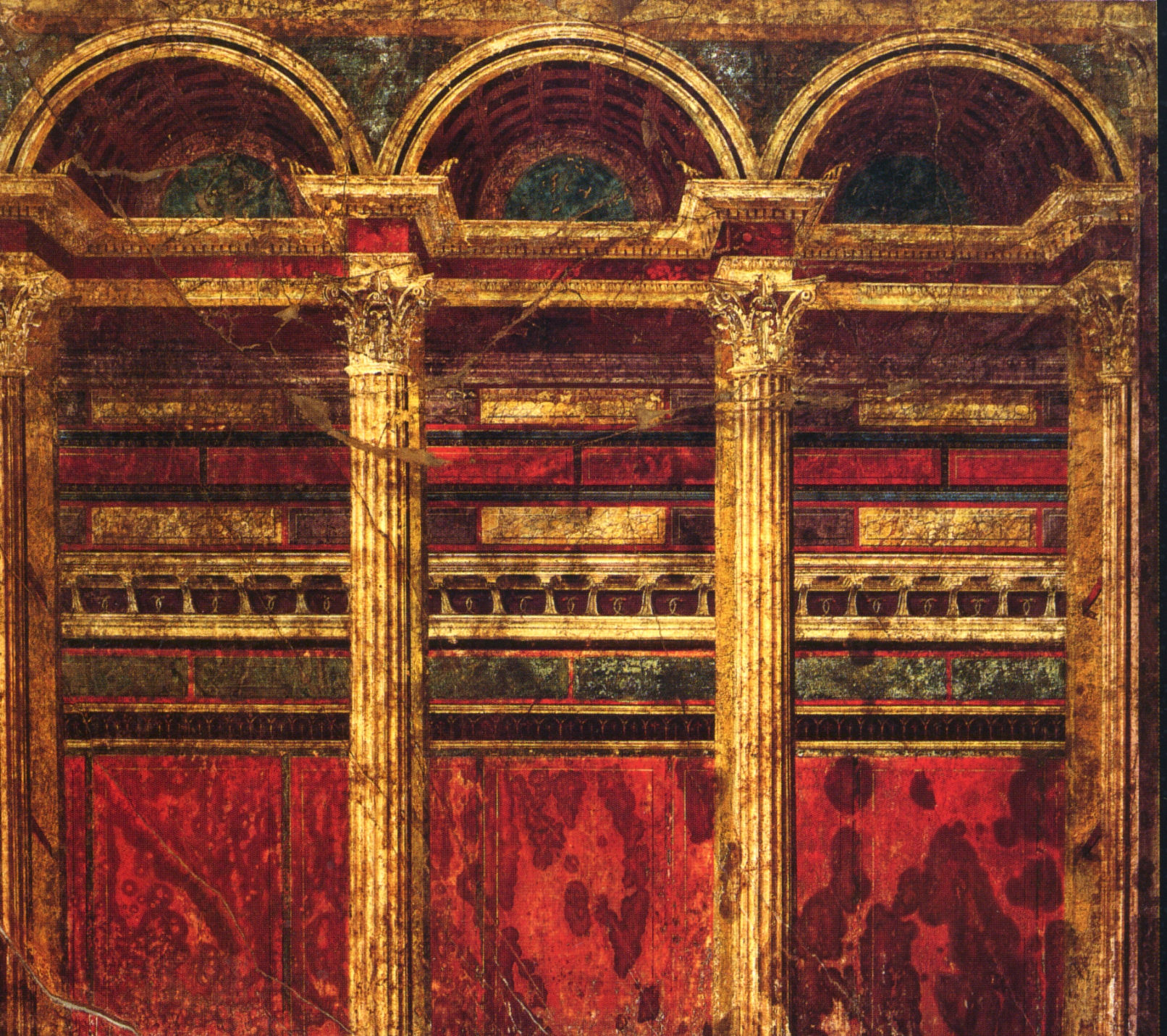
Вілла Містерій, архітектурні композиції в малій кубікулі.

Нам досі невідомі всі секрети технології фресок в Помпеях. Увагу привертають як їх збереженість, так і яскраві фарби, багатші, ніж кольорові гамми грецьких художників попередньої доби. Лише дещо підказали описи в творах Плінія Старшого та Вітрувія, дещо — залишки горщиків з фарбами, знайдені в Помпеях. За припущеннями, це комбінації темпери з енкавстикою. Поверхню стіни тинькували, найстаранніше готували поверхневий шар з мармуровим чи алебастровим порохом для блиску і зміцнення тиньку. Поверхню шліфували, робили стінопис, який ретельно захищали шаром прозорого віску з рослинною олією. Віск сплавляли з фарбами маленькими смолоскипами і посудом з жаринами, а потім додатково шліфували чистим полотном.

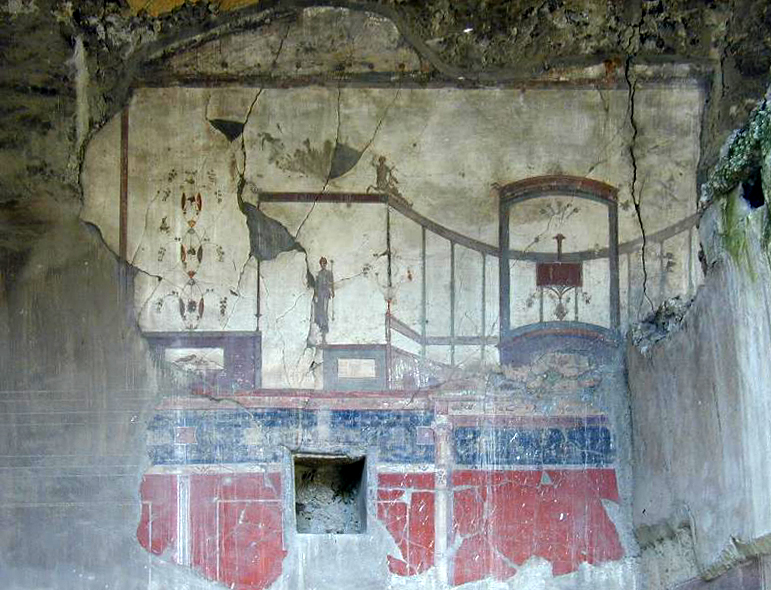
Давньоримська фреска, Геркуланум
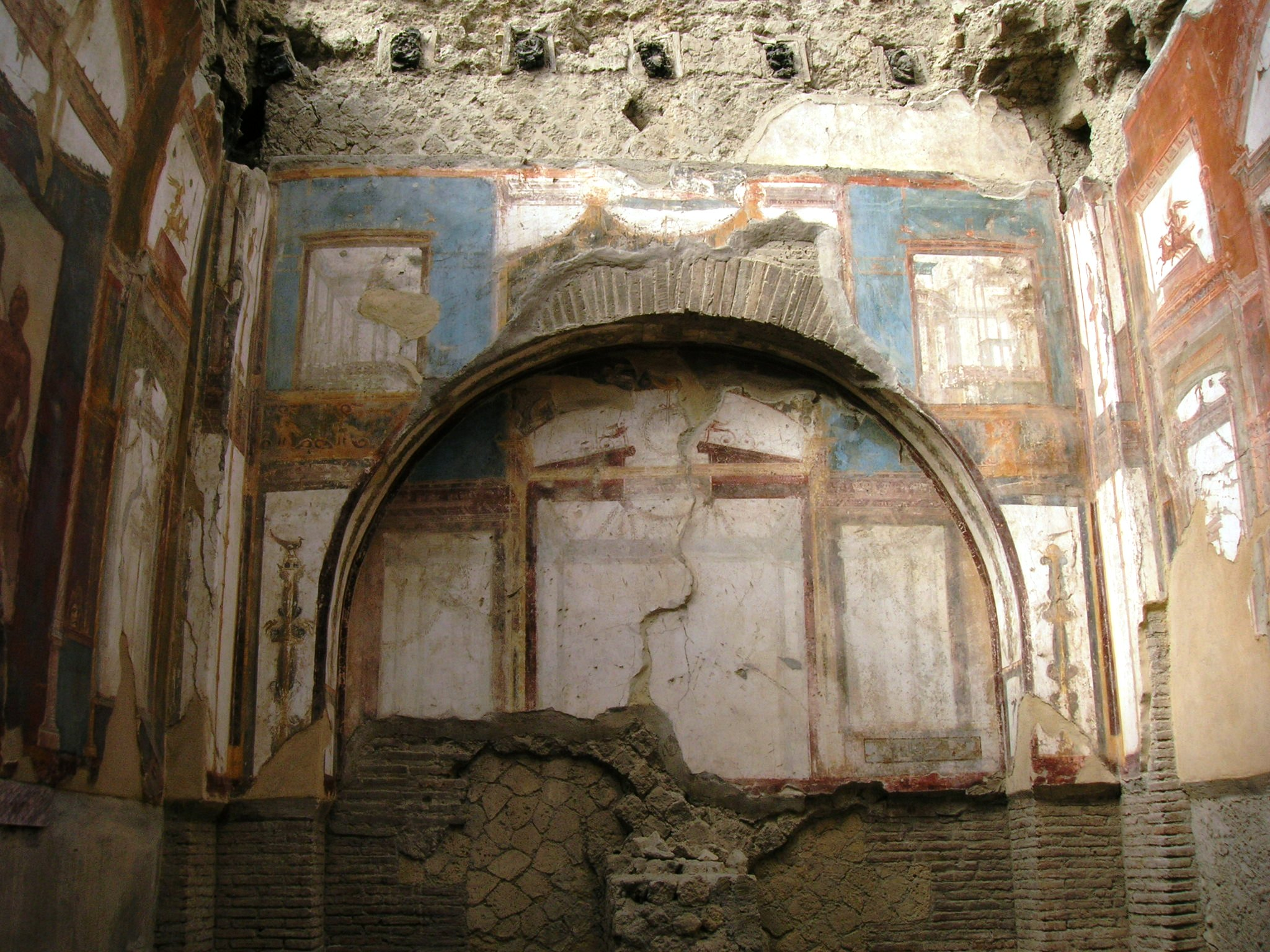
Давньоримська фреска, Колледжо дельї Августалі,  Геркуланум. Колишня композиція з фресками
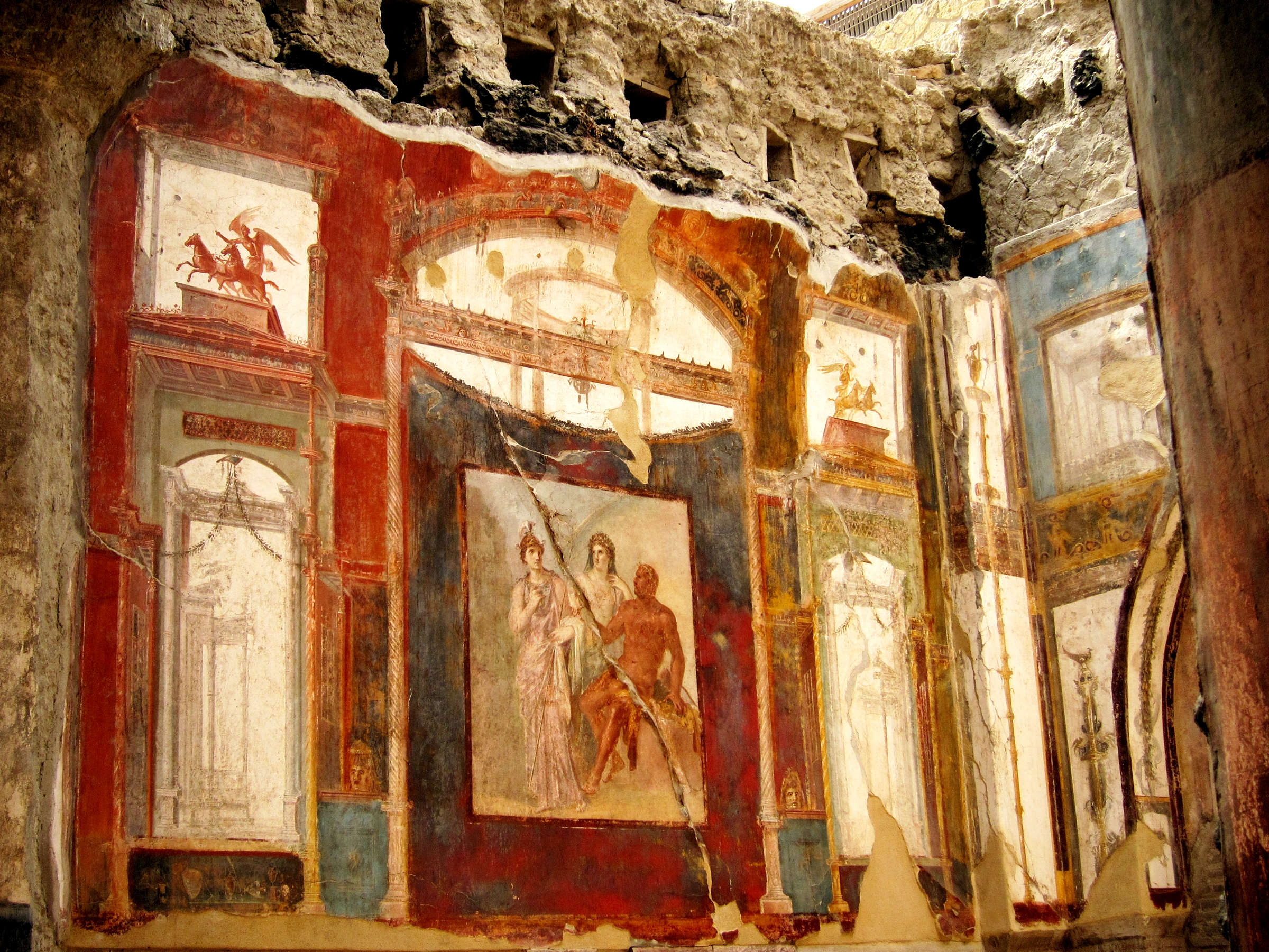
Давньоримська фреска (Мінерва та Юнона з Гераклом на Олімпі), Колледжо дельї Августалі,  Геркуланум
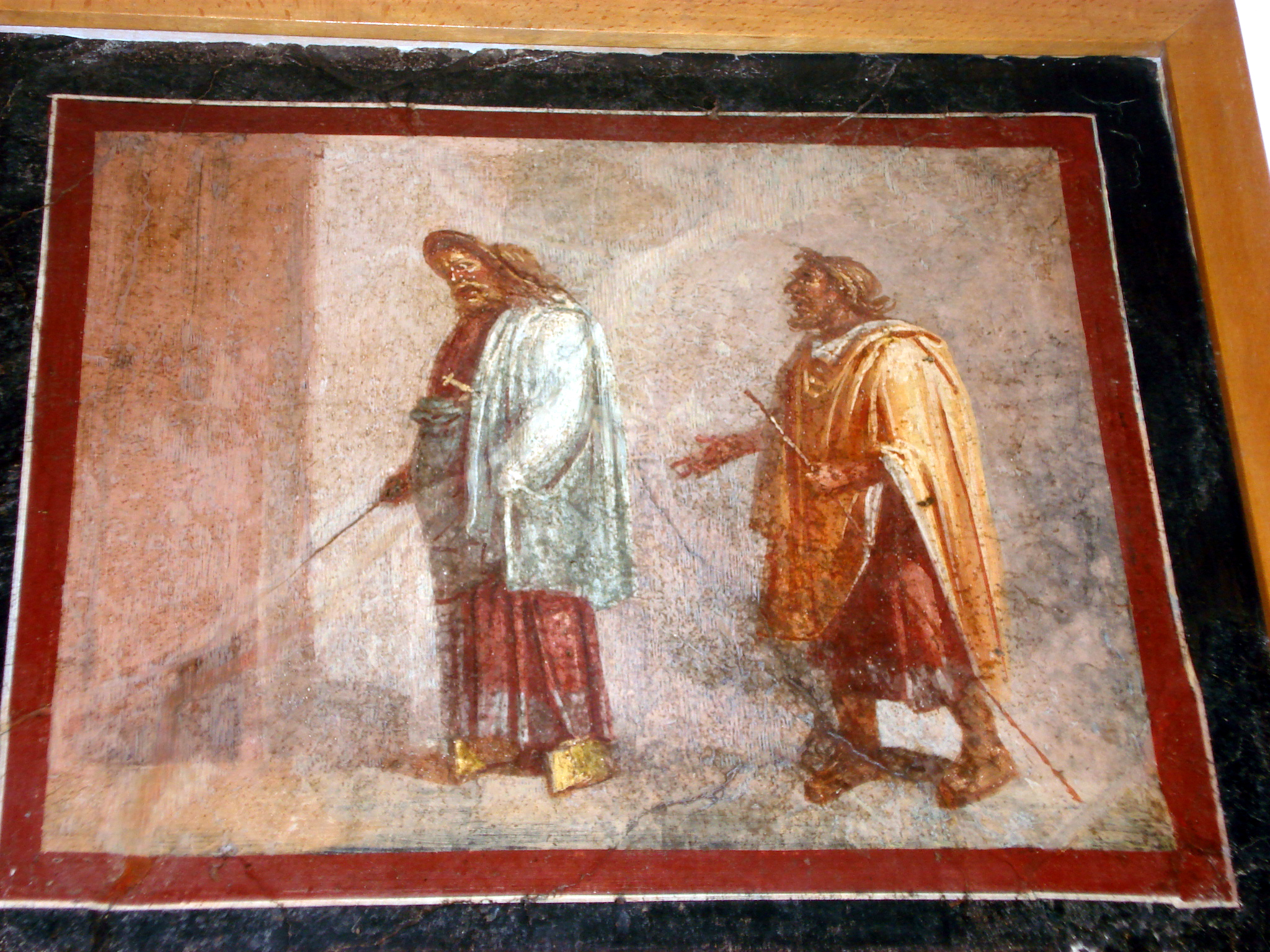
Давньоримська фреска з акторами в масках, Регіональний археологічний музей, Палермо, Сицилія

## Збережені фрески доби Візантії

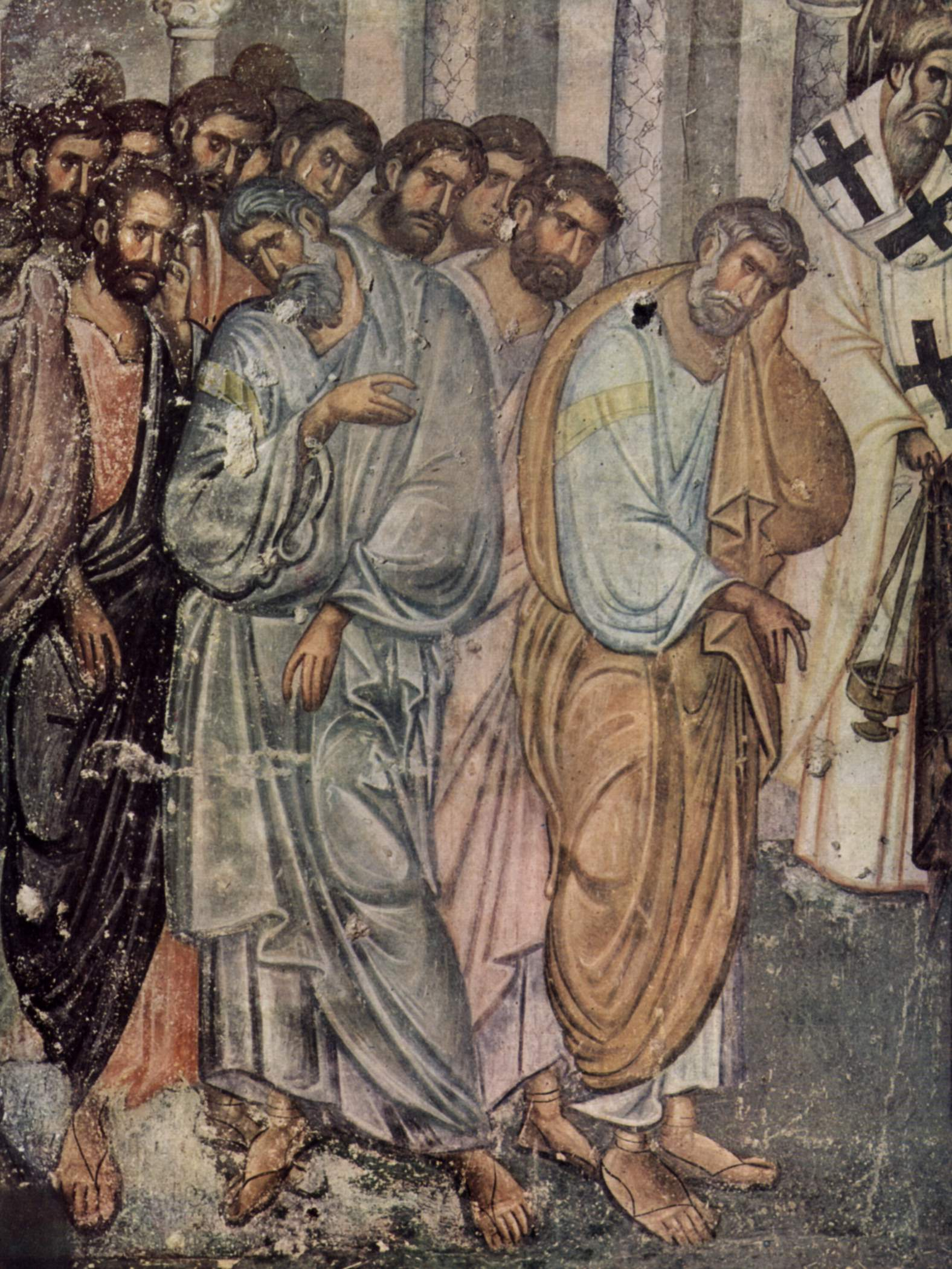
Апостоли в композиції «Успіння Богородиці». Монастир Сопочани, Сербія
«Апостоли Петро і Павло» , монастир Рабдуху, XII ст., Афон
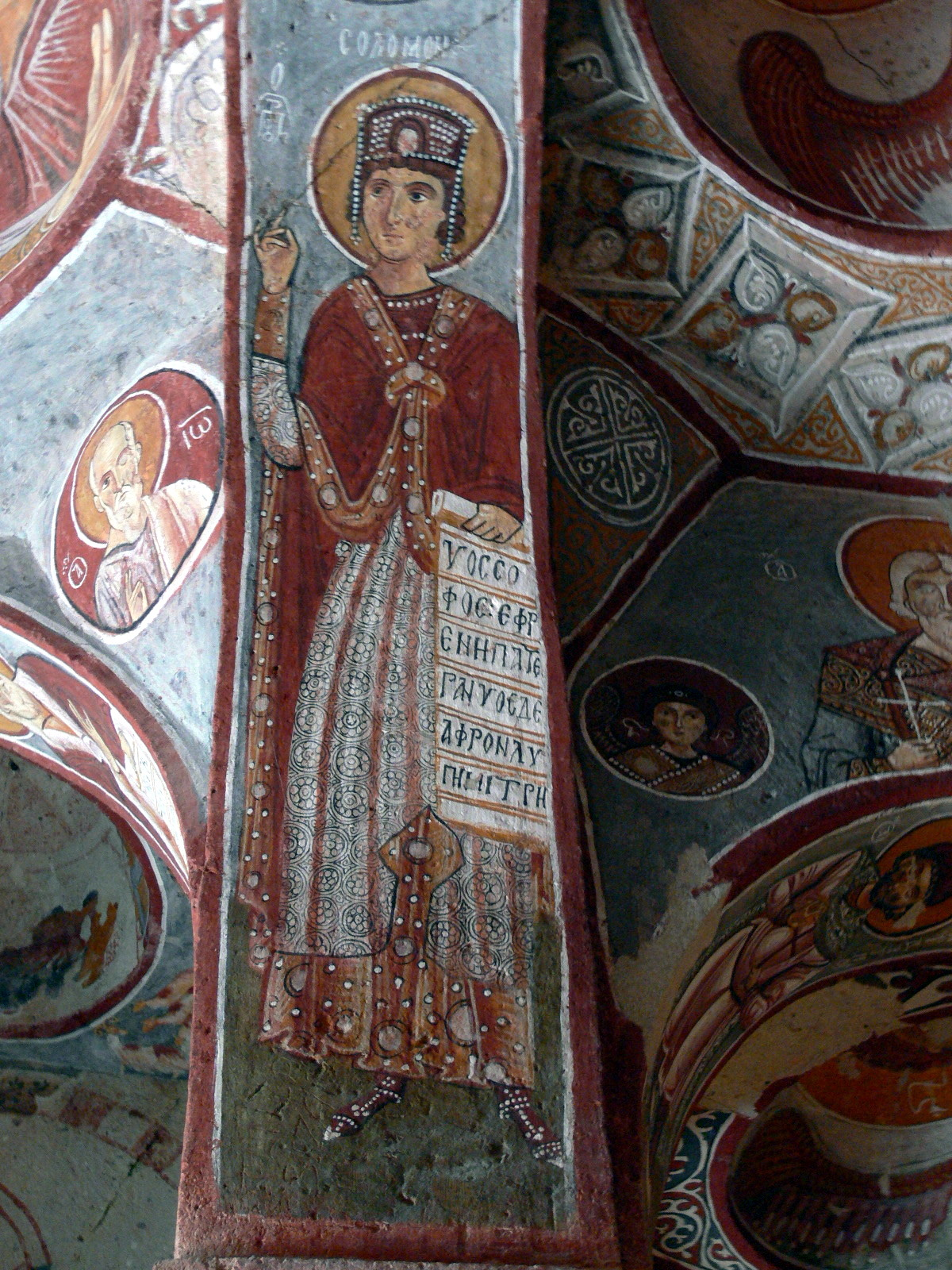
«Цар Соломон», Гьореме, XI ст., нині Туреччина
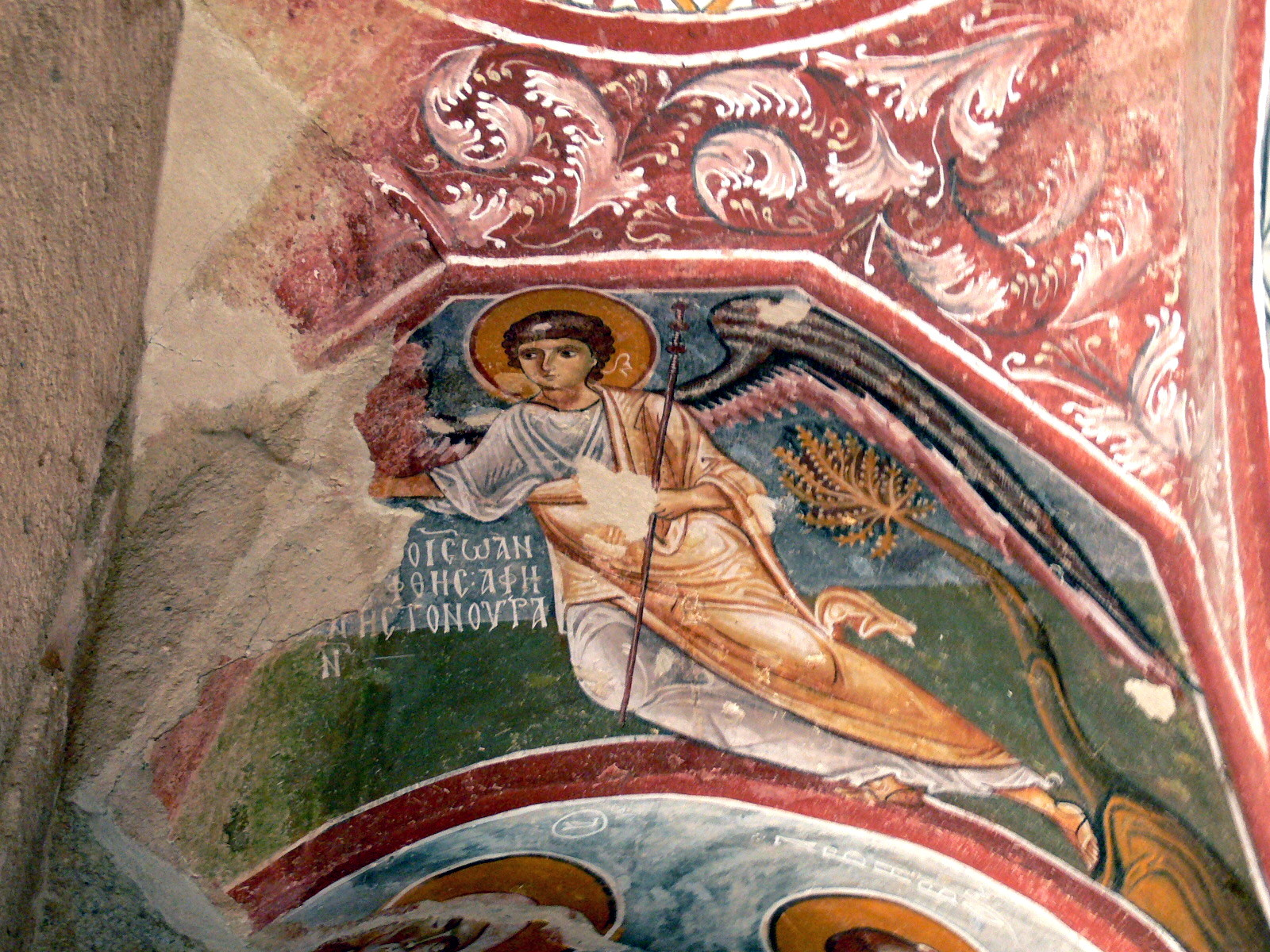
Янгол Гьореме, XI ст., нині Туреччина
Монастир Сопочани, Сербія,  «апостол Іван», залишки фрески 1265
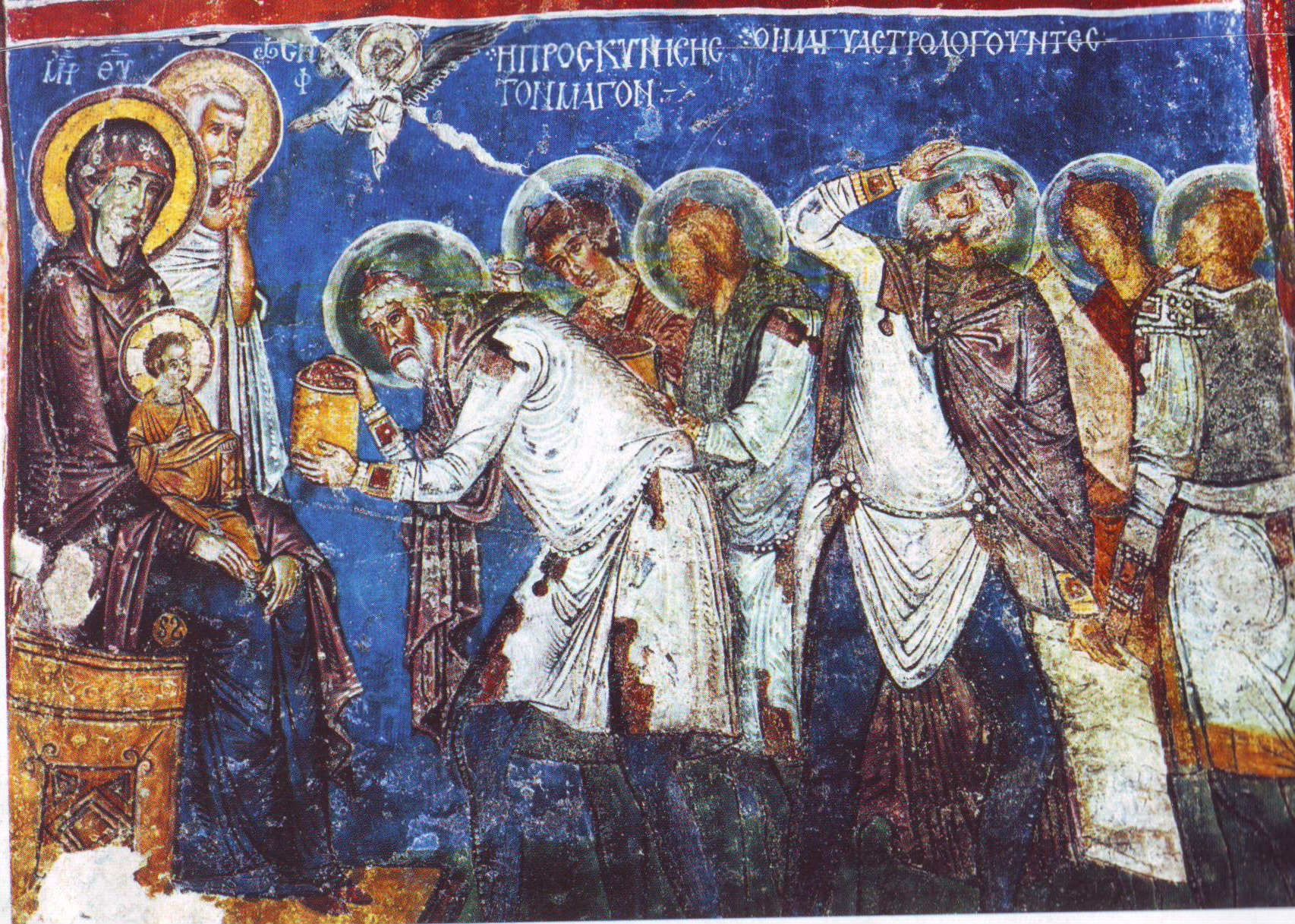
«Поклоніння волхвів», Каппадокія, XII ст.
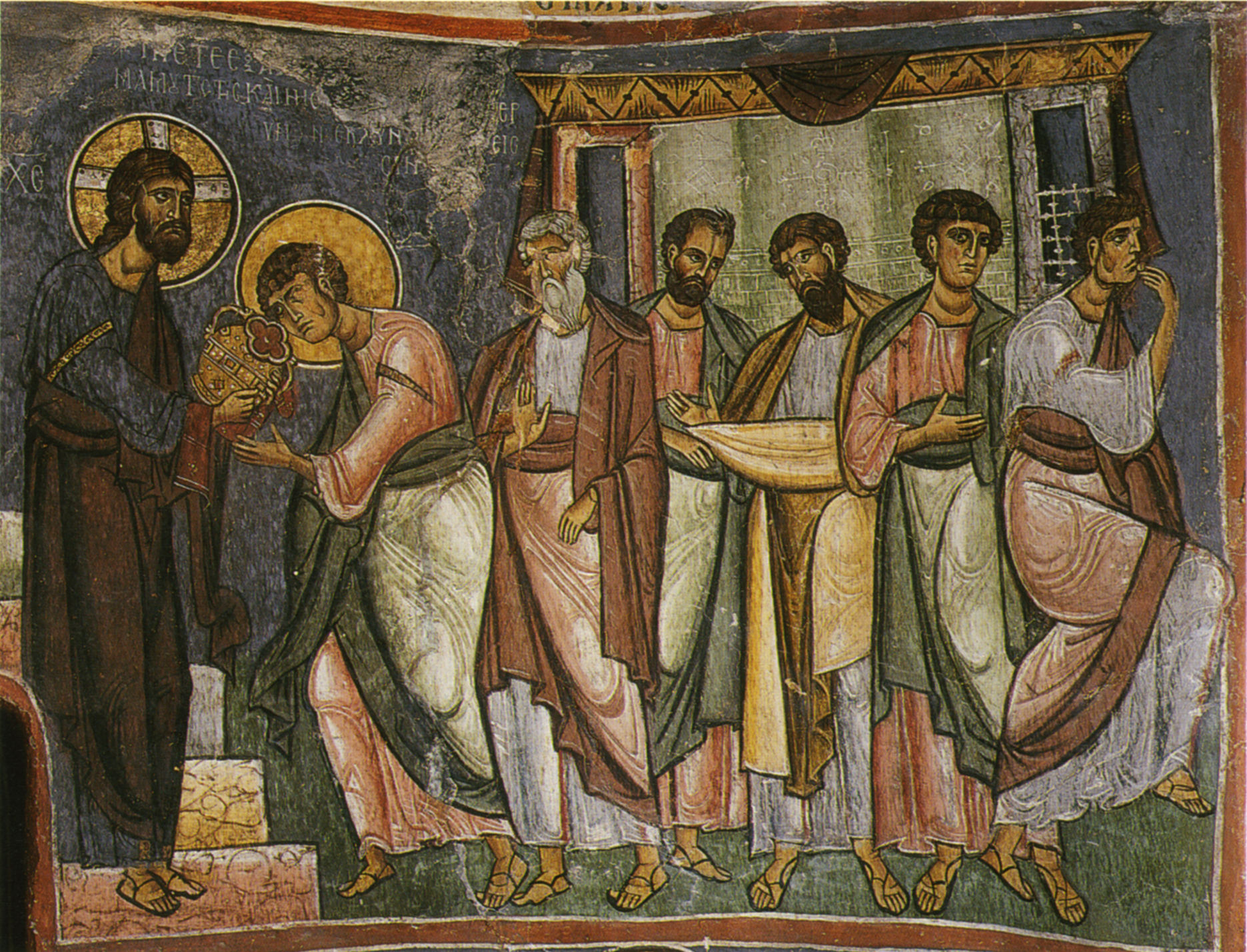
Причастя апостолів, церква Богородиці Асіну, початок XII ст, Кіпр

## Романські фрески Каталонії
У межах романського стилю розвивалися й монументальні живопис і скульптура. За художніми ознаками мистецтво цього періоду схематичне, умовне. Для романської композиції характерні простір, позбавлений глибини, різномасштабні фігури, різкі кольорові гами.
Унікальні місцеві особливості мав фресковий живопис романської доби в Каталонії. Схематизм композицій каталонські майстри поєднують з геометричними орнаментами, витоки яких в античному мистецтві і в ретельно розроблених мозаїках Візантії. Відсутність коштовних смальт в Каталонії компенсували яскравими фарбами. На збагачення художніх образів працюють як спроби відтворити шати з коштовних тканин, так і широкі, різнокольорові смуги на тлі. Зроблені перші спроби надати індивідуальних рис і образам святих, що подані з застиглими, виряченими очима: але вони вже розрізняються зачісками, чорним чи сивим волоссям. Поряд з безбородими юнаками — сиві чоловіки з «біографіями». Найшанованіших святих супроводжують написи (Апостол Вартоломей, Євангеліст Матвій, Св. Петро). За вказівкою атрибутів можна розпізнати шанованих святих і без написів (Апостола Петра подають з ключами, які той отримав від Христа). Серед біблійних персонажів — і серафіми з крилами замість тіл, і жертовні багатоокі тварини (віл, ягня). Біблійні сюжети на фресках доповнені притчами (діви розумні і нерозумні), які стануть сюжетами для скульптурних композицій доби готики у Франції.
Залишки каталонських фресок були знайдені в малих сакральних спорудах в Піренеях. В 1920-ті роки їх обережно зняли зі стін і перенесли в Барселону. На початку 21 століття їх експонують в окремих залах на штучно відтворених архітектурних поверхнях, що точно копіюють первісні романські форми в тодішніх інтер'єрах.

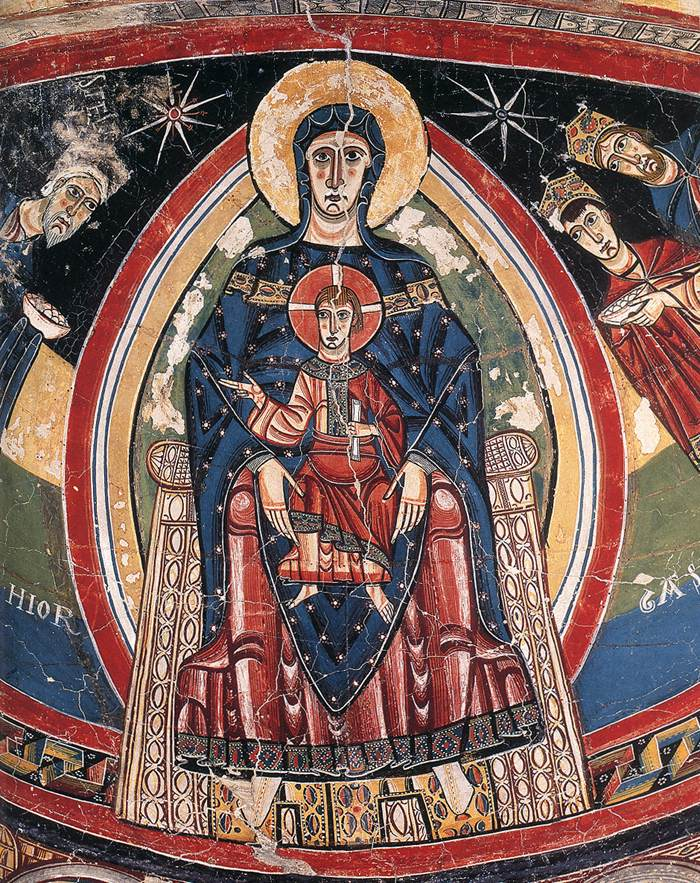
Фрески з церкви в Таулі, 1123 рік, Національний музей мистецтва Каталонії, Барселона
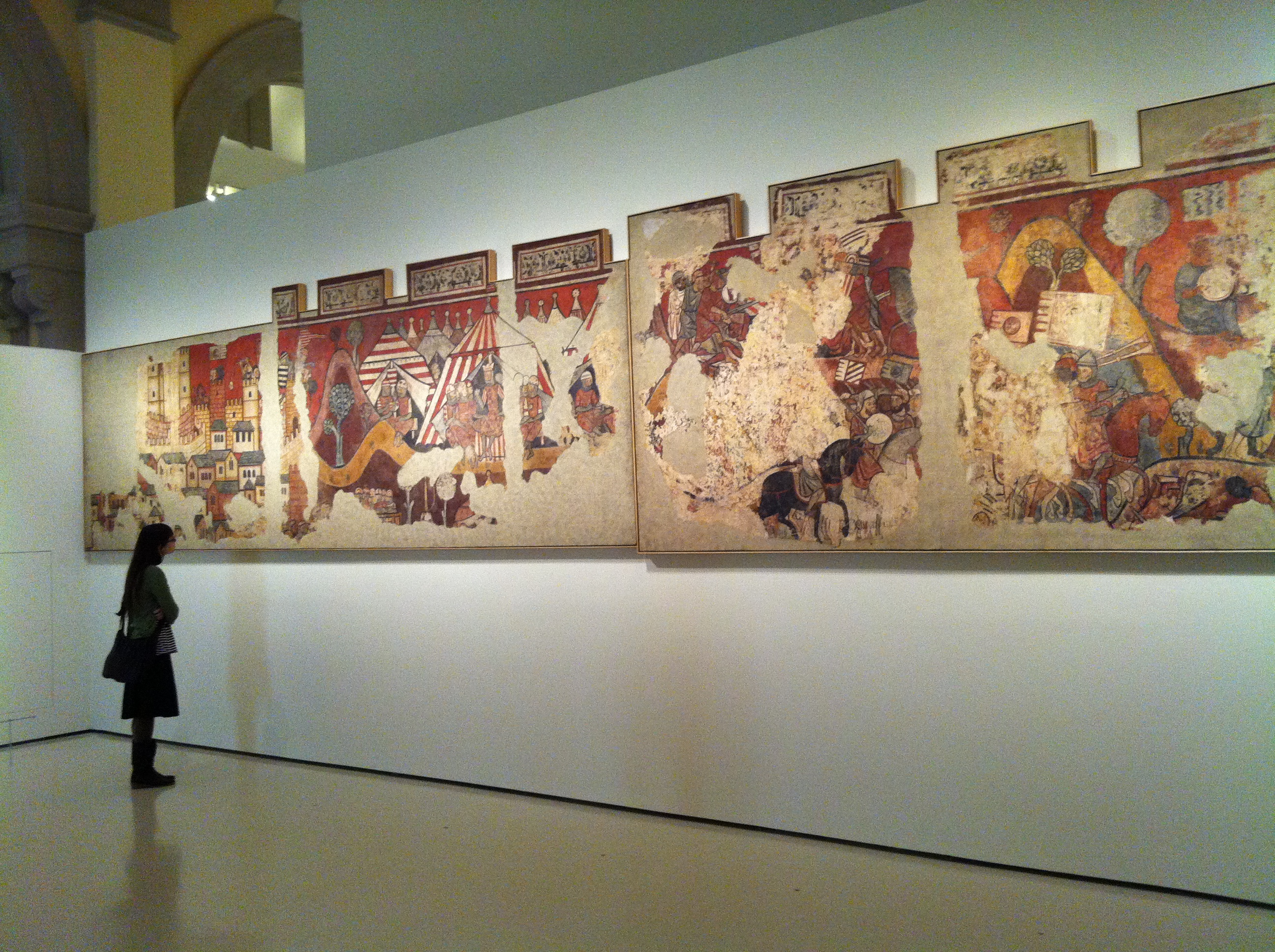
Зала з фресками циклу «Завоювання Майорки»
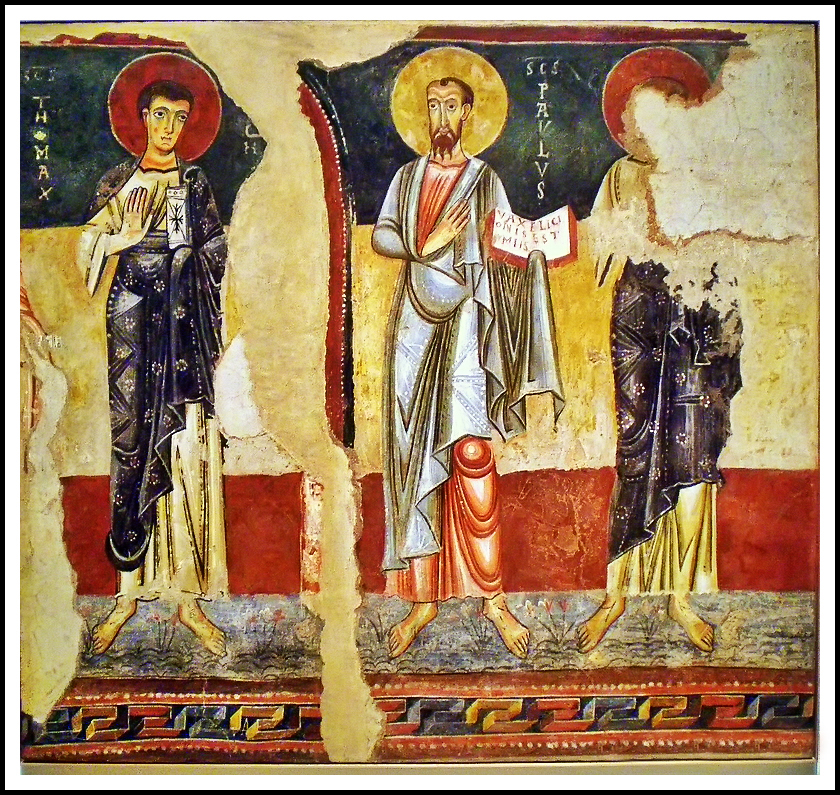
Апостоли з Оркау. XII століття. Обидві — Національний музей мистецтва Каталонії, Барселона.
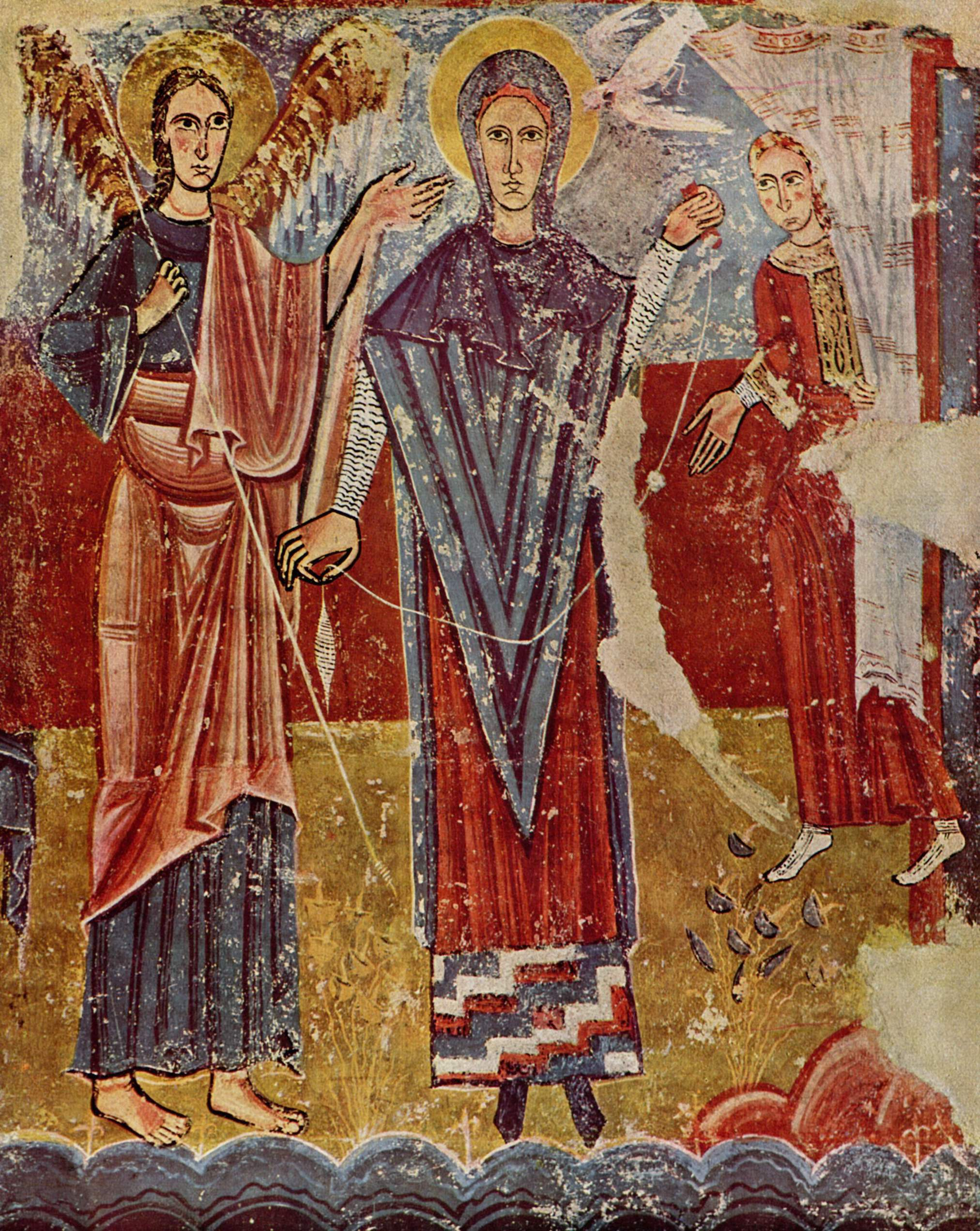
Майстер із Оркау. «Благовіщення.» 1125–1130 рр.

### Фрески європейського середньовіччя

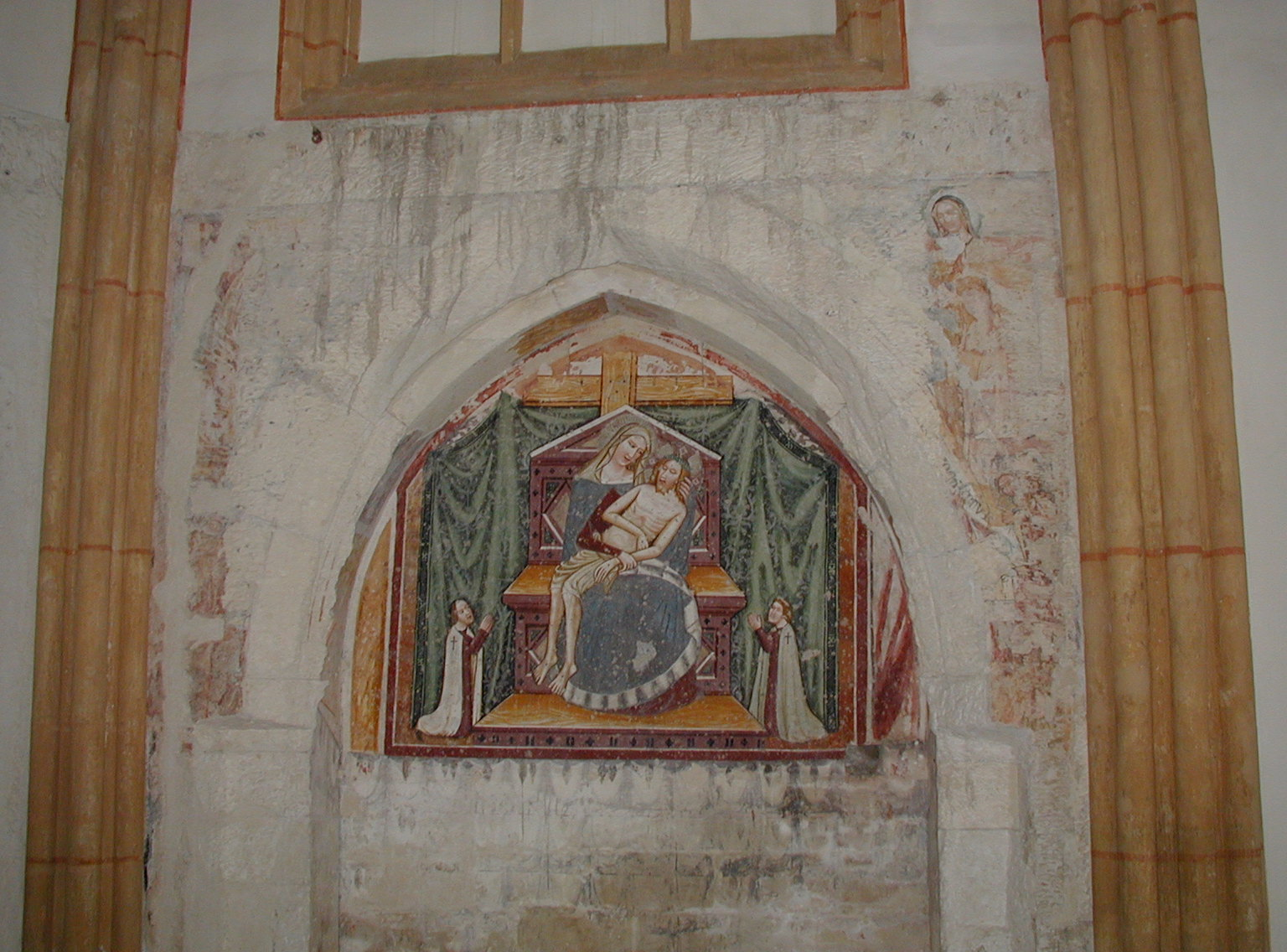
Фреска «Оплакування Христа», Грац, Австрія

### Коштовні італійські фрески XVст.
На етапі раннього відродження надзвичайного поширення отримав фресковий живопис. Більшість італійських художників цього періоду — саме фрескісти. Творчість деяких з них ми знаємо тільки завдяки фрескам. Реформи фрескового живопису, розпочаті Джотто, стають школою для поколінь італійських митців. Монастирі змагаються в запрошенні на роботи відомих художників. фрески-шедеври вкривають як стіни старих, ще готичних споруд, так і нових і в провінціях, і в мистецьких центрах. Фресками прикрашали як церкви, так і палаци, церковні і домашні каплиці, суспільно значущі споруди, як фасади, так і інтер'єри. Сюжети — Старий Заповіт (Створення Адама), сцени життя і страсті Христові (Благовіщення, Таємна вечеря, Поцілунок Юди, Розп'яття, Оплакування Христа), танок смерти, алегорії (Алегорія мудрого правління), міфічні персонажі (Геракл, Сивіли), батальні сцени («Перемога імператора Костянтина над Максенцієм»), фіксація подій папського двору («Заснування Ватиканської бібліотеки папою Сикстом IV»), значущі події дрібних герцогських дворів тощо.

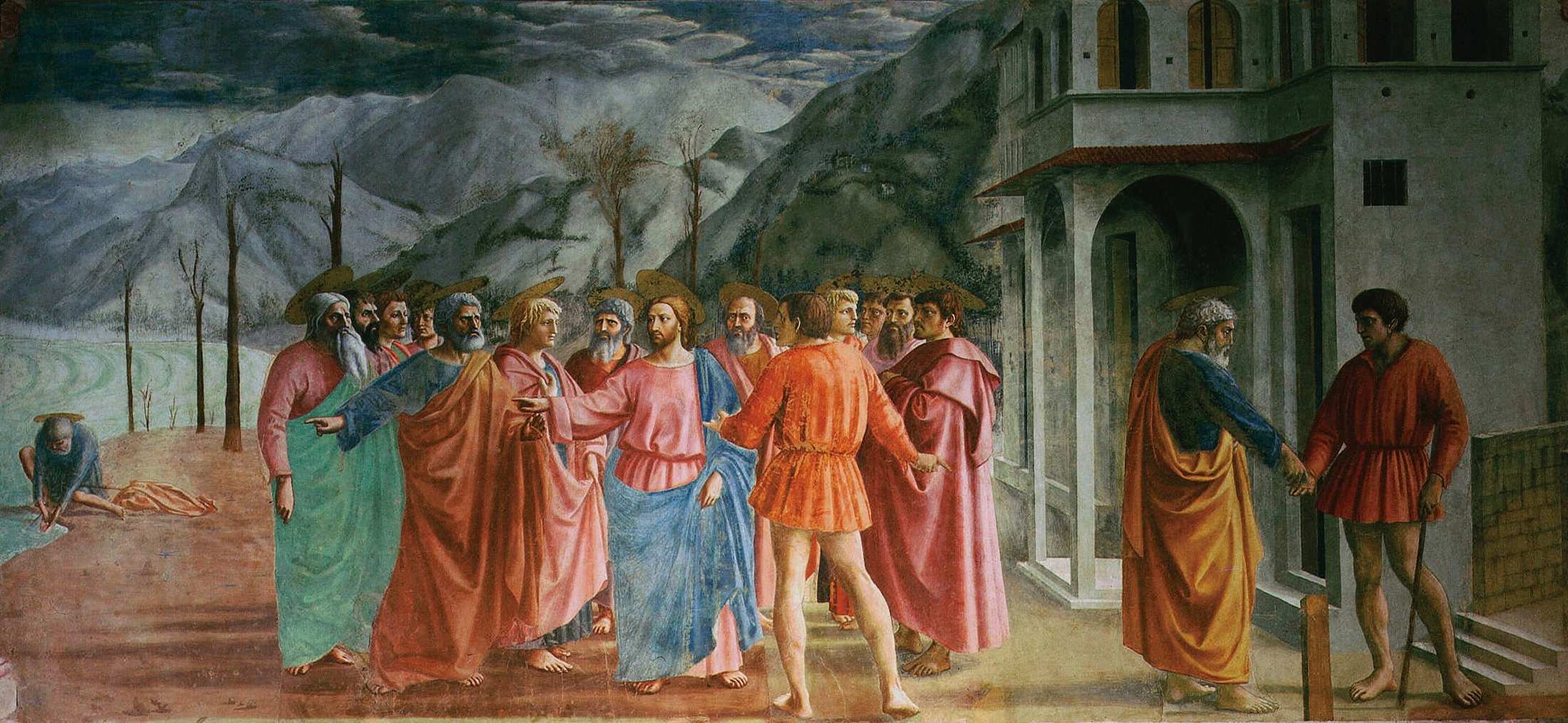
Фреска Мазаччо « Диво з динарієм»

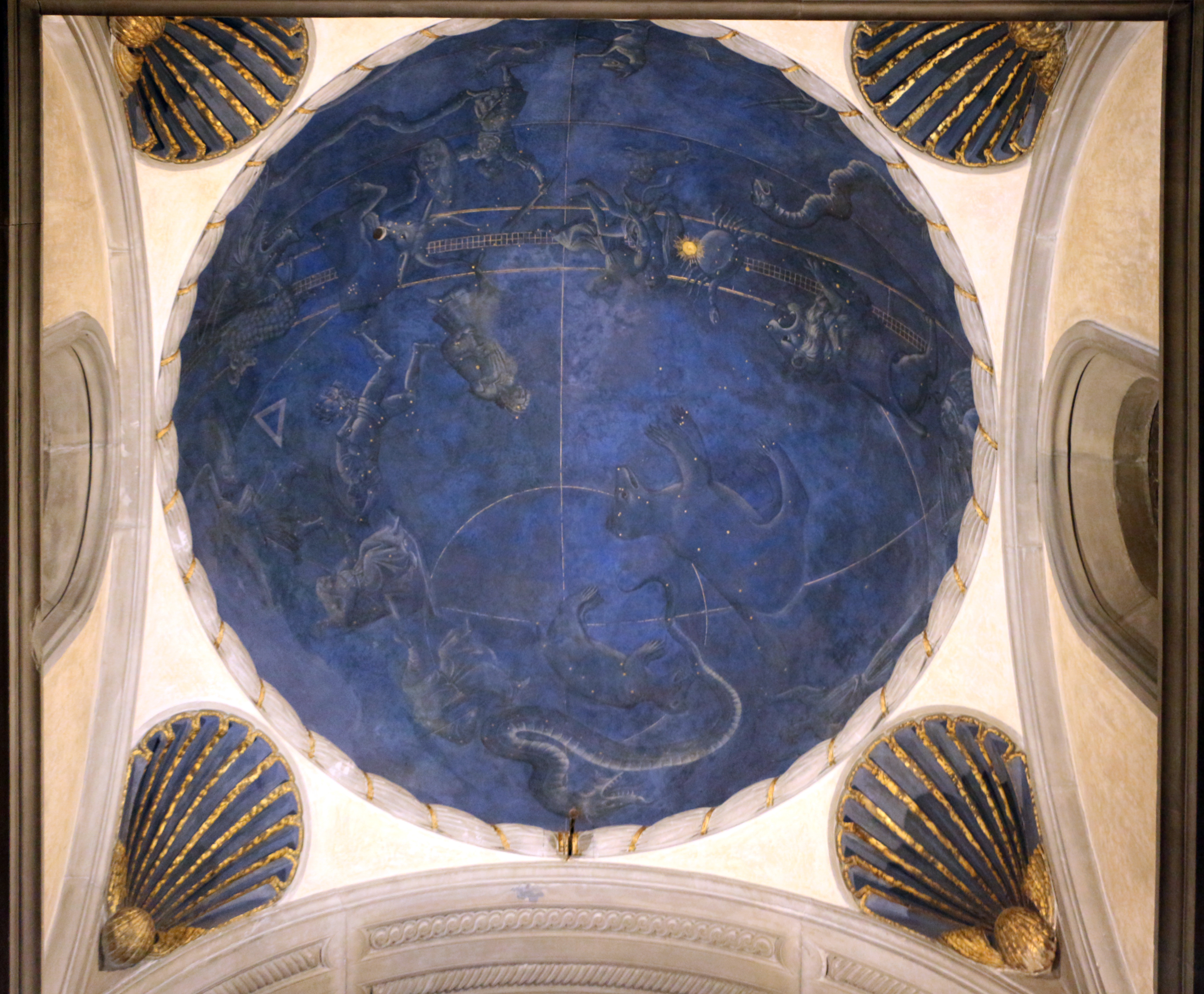
Джуліано Пезелло. Фреска в куполі «Зірки та знаки зодіака», 1442 р., Стара сакристія, Флоренція

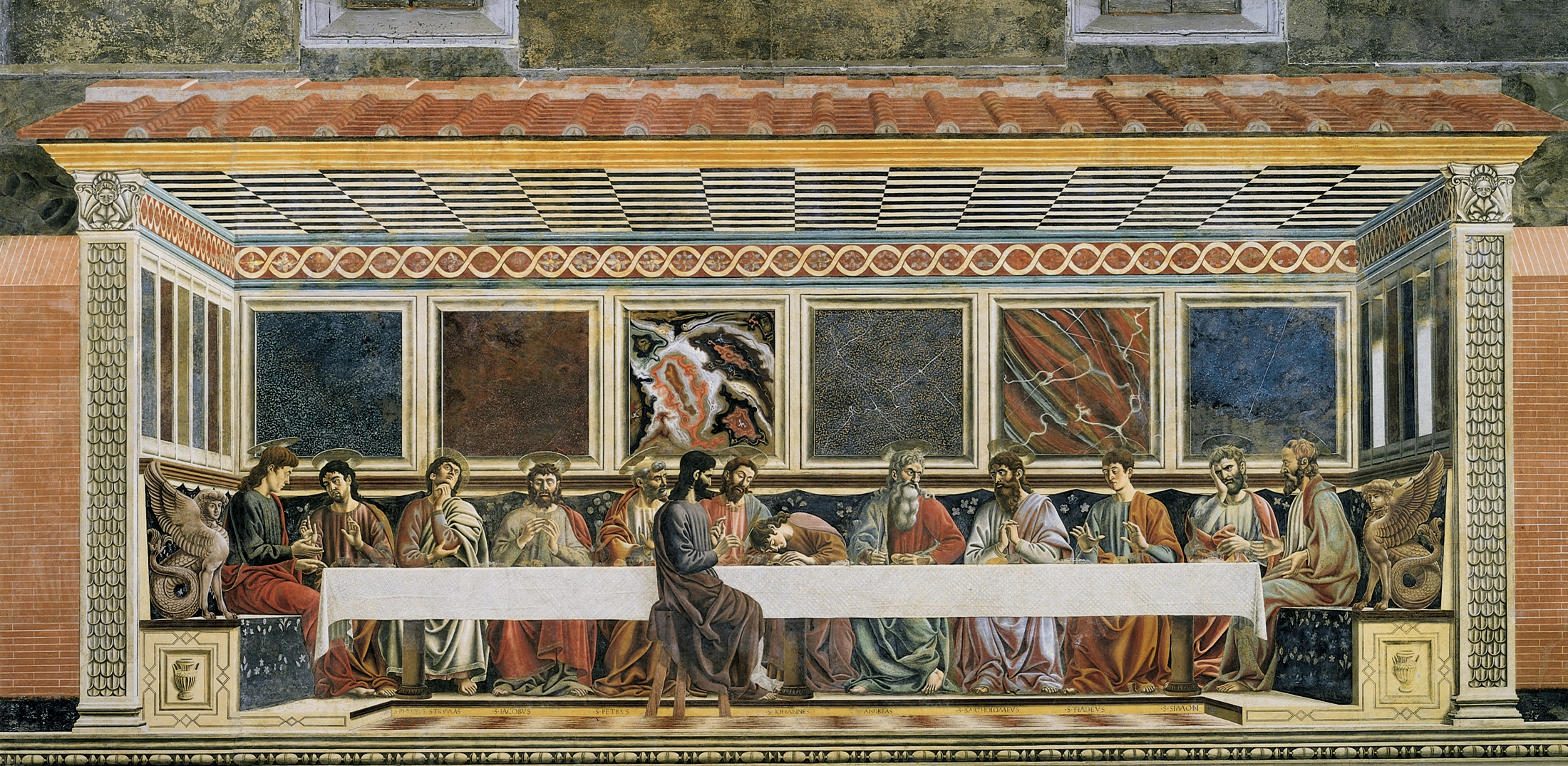
Андреа дель Кастаньйо, «Таємна вечеря».

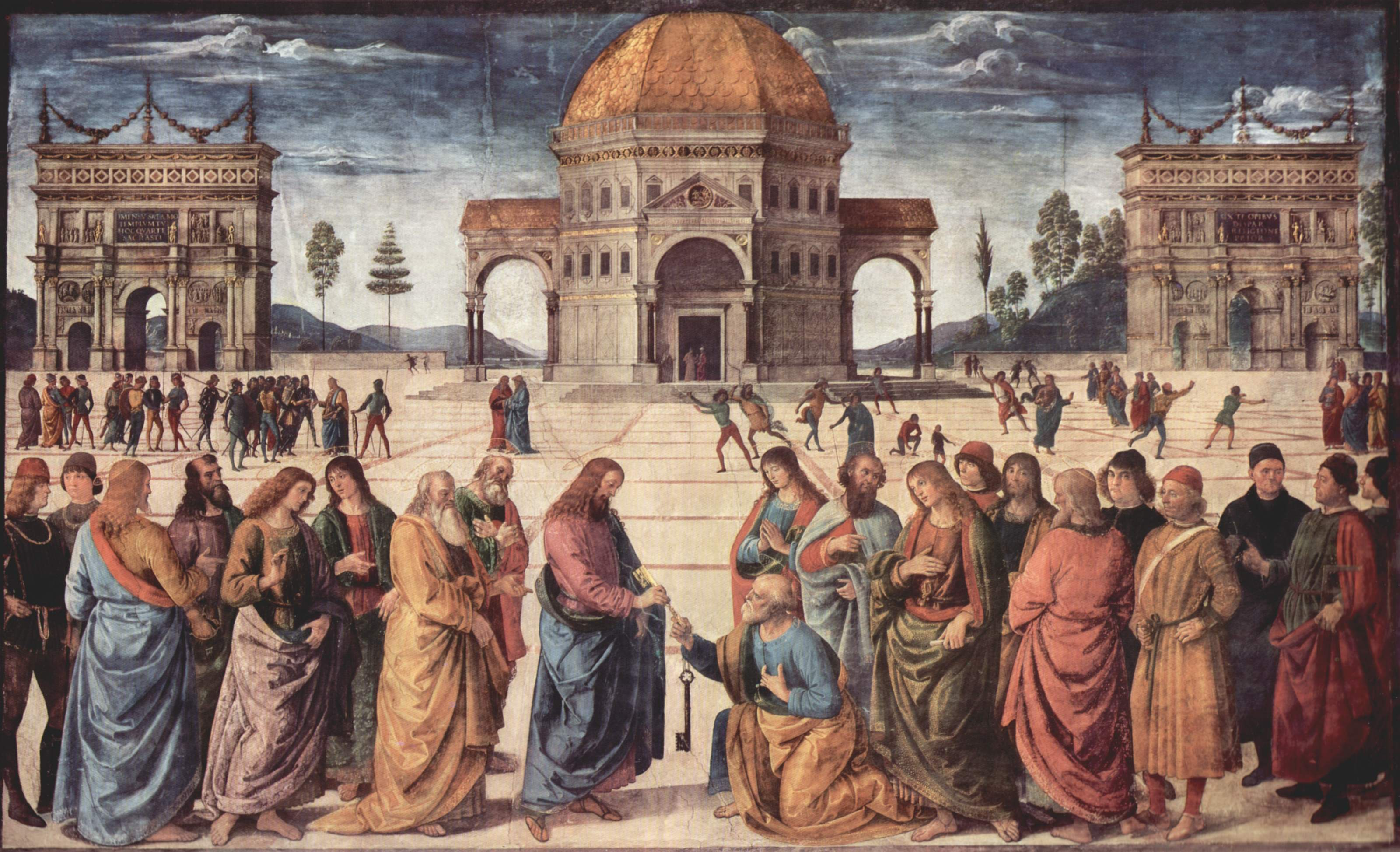
Перуджино, Сикстинська каплиця, « Христос передає ключі від рая Апостолу Петру».

Серед найзначущіших фрескові цикли -
- Мазаччо (Каплиця Бранкаччі, «Диво з динарієм», «Вигнання з раю Адама і Єви», Флоренція)
- Пінтуріккьо (фрески апартаментів Борджа, Ватикан)
- Паоло Учелло («Створення Адама», «Гріхопадіння», «Історія Ноя»)
- Пізанелло («Св. Георгій звільняє доньку царя Трапезунду», ц-ва Сант Анастазія, Верона)
- П'єро делла Франческа («Перемога імператора Костянтина над Максенцієм», ц-ва Сан Франческо, Ареццо)
- Фра Анжеліко (Каплиця папи Миколая V, Ватикан)
- Лука Сіньореллі (Страшний суд, собор, Орв'єто)
- Андреа дель Кастаньйо (Вілла Пандольфіні, Ланьяйя)
- Беноццо Гоццолі («Поклоніння волхвів», каплиця палаццо Медичі-Рікарді)
- Філіппо Ліппі (вівтарна апсида, собор в Прато)
- Алессо Бальдовінетті (Каплиця кардинала Португальського, ц-ва Ман Мініато аль Монте, Флоренція)
- Андреа Мантенья (Камера дельї Спозі, палац Гонзага, Мантуя, «Шлях Св. Якова до місця страти», ц-ва Еремітані, Падуя)
- Доменіко Гірляндайо («Народження Діви Марії», «Винищення немовлят за наказом царя Ірода», «Зустріч Марії і Єлизавети»)
- Мелоццо да Форлі («Заснування Ватиканської бібліотеки папою Сикстом IV», Ватиканська пінакотека)
- Філіппіно Ліппі (каплиця Строцци, ц-ва Снта Марія Новелла, Флоренція)
- Сандро Боттічеллі (Сикстинська каплиця, сцени з життя Мойсея)
- П'єтро Перуджино (Сикстинська каплиця, «Христос передає ключі від рая Апостолу Петру»)
- Франческо дель Косса (фрески палаццо Скіфанойя, «Місяці року», Феррара)
- Браманте («Філософи Геракліт та Демокріт», Пінакотека Брера)
- Леонардо да Вінчі (Таємна вечеря, Мілан)

### Фрески буддизму

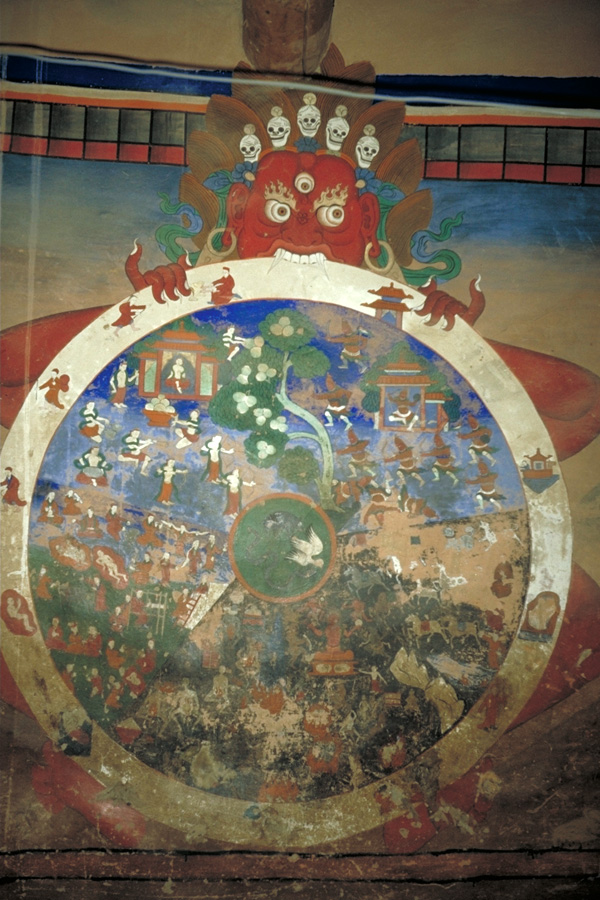
Бог Яма з колесом сансари (буття та перетворень). Індуїзм

Техніку фрески знали та використовували і в Азії. Особливо відомі фрески доби буддизму, що збереглися в Індії та Китаї. Окрім релігійної тематики зустрічаються і світські зображення (стінописи в Сигірії, Шрі Ланка). Мало фресок створено і збережено в Японії.
Цікавим зразком релігійних фресок є зображення бога Ями з пантеону індуїзму. Він сидить в умовному просторі, руками та зубами утримуючи колесо сансари. Тло колеса розбите на сектори-ділянки, які художники використовували для зображень реальних та міфічних. Тут зазвичай знаходять сцени війни, коли зростає кількість смертей, сцени раю та мучеництв грішників в аду від вогню, холоду, сцени, де грішників карають численні демони. В центрі три тварини (буйвіл, птах, змія), що утримують одне одного за хвіст — натяк на обіг, повторення і плин часу. Іноді картину доповнювали зображенням священної річки, якою тіла небіжчики потрапляли у потойбічний світ, де їх тіла розчинялися у стихіях. Тому відпадала необхідність у цвинтарях.
Сцени мирного життя поселень та атакуючі вояки найцікавіші, бо мальовані з тогочасної реальності, хоча й з долею умовності. Зображення перейшло з фресок на образа і, як на православних іконах, іде від єдиного канонічного зразка, відрізняючись лише деталями.

### Зразки західноєвропейських фресок

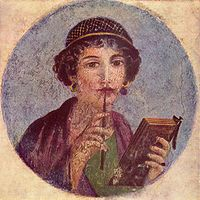
Поетеса, фреска з Помпей
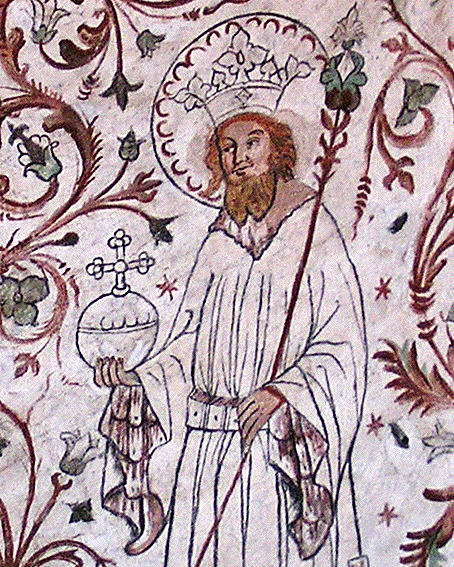
Ерік ІХ Шведський, 1400, кірха Оверсело
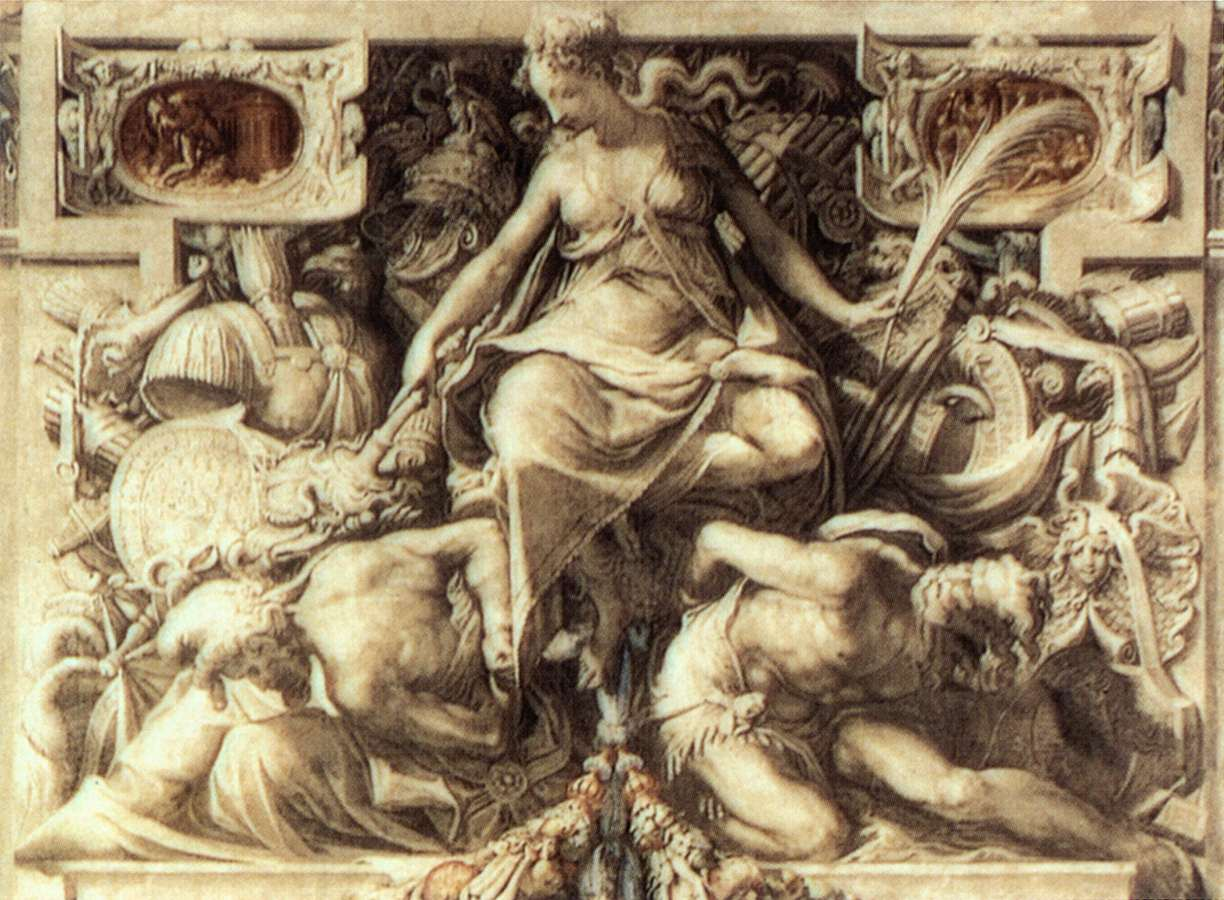
Худ. Франческо Сальвіаті, фреска «Алегорія Миру», Флоренція
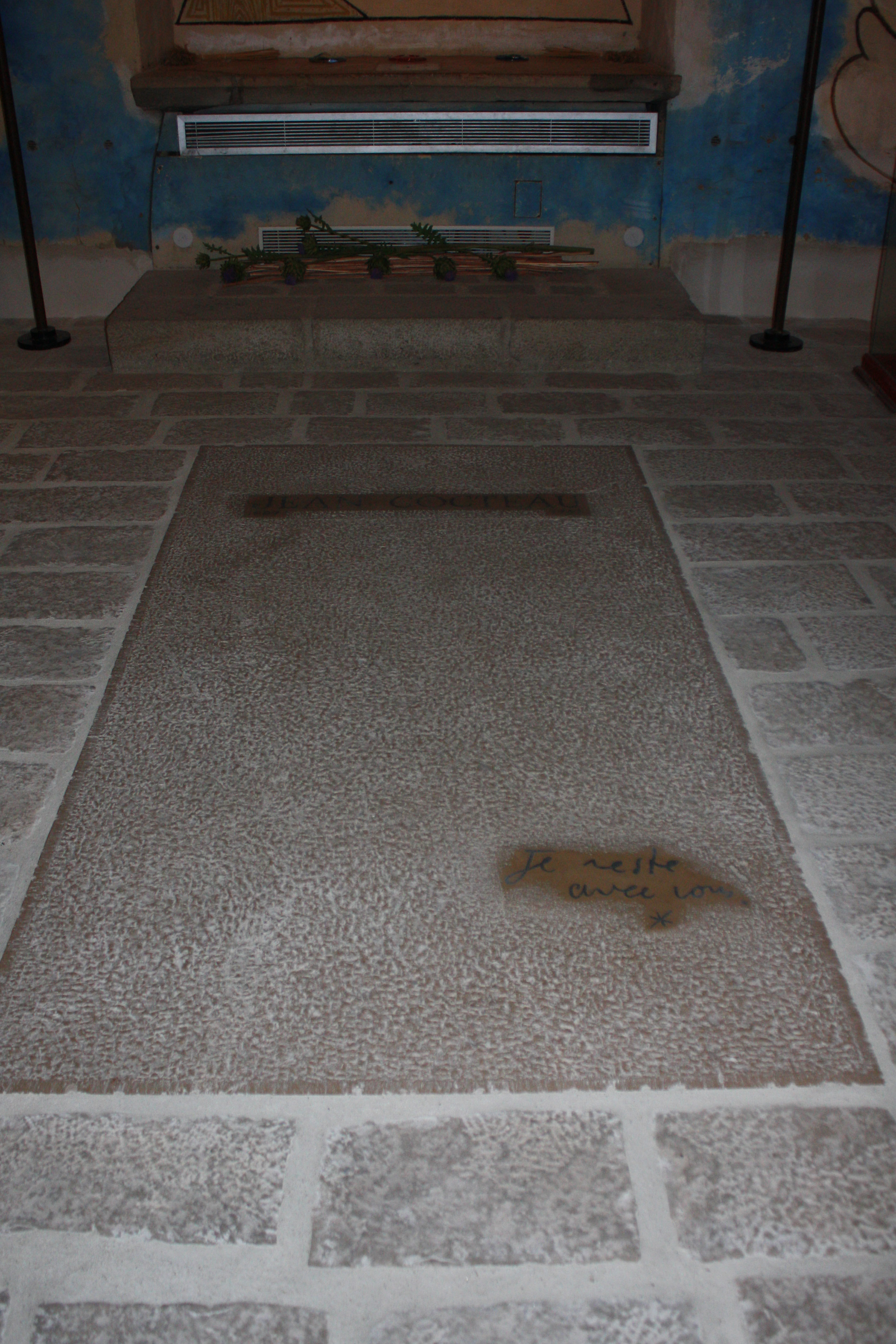
Худ. Жан Кокто, каплиця Мілі-ла-Форе-Мур, «Воскресіння Христа»

## Стінописи і фрески Нової Іспанії XVIст. (Мексики)

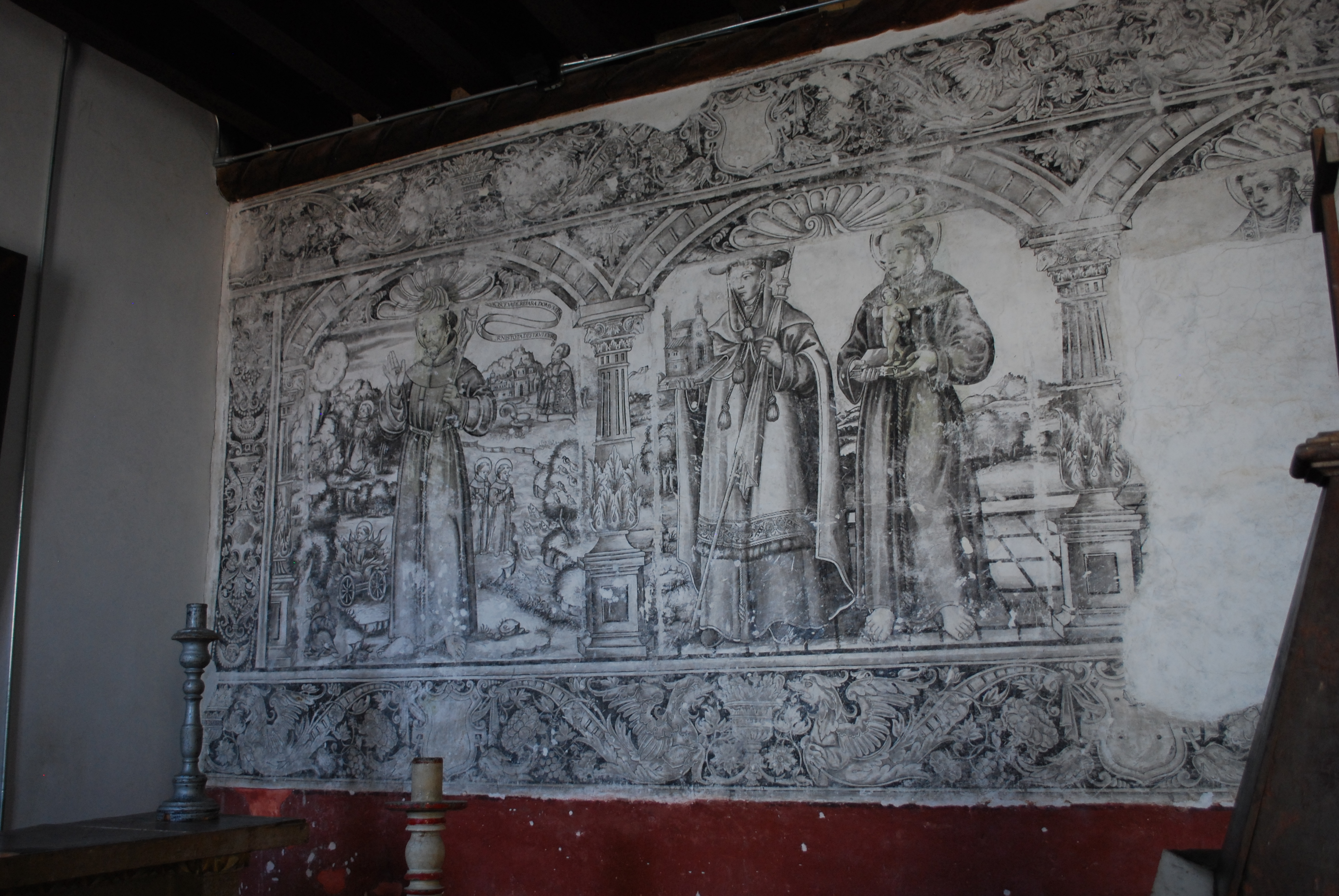
Чорно-білі фрески «Св. Франциск Ассізький, Св. Банавентура і Антоній Падуанський», монастир в Уєхоцинго
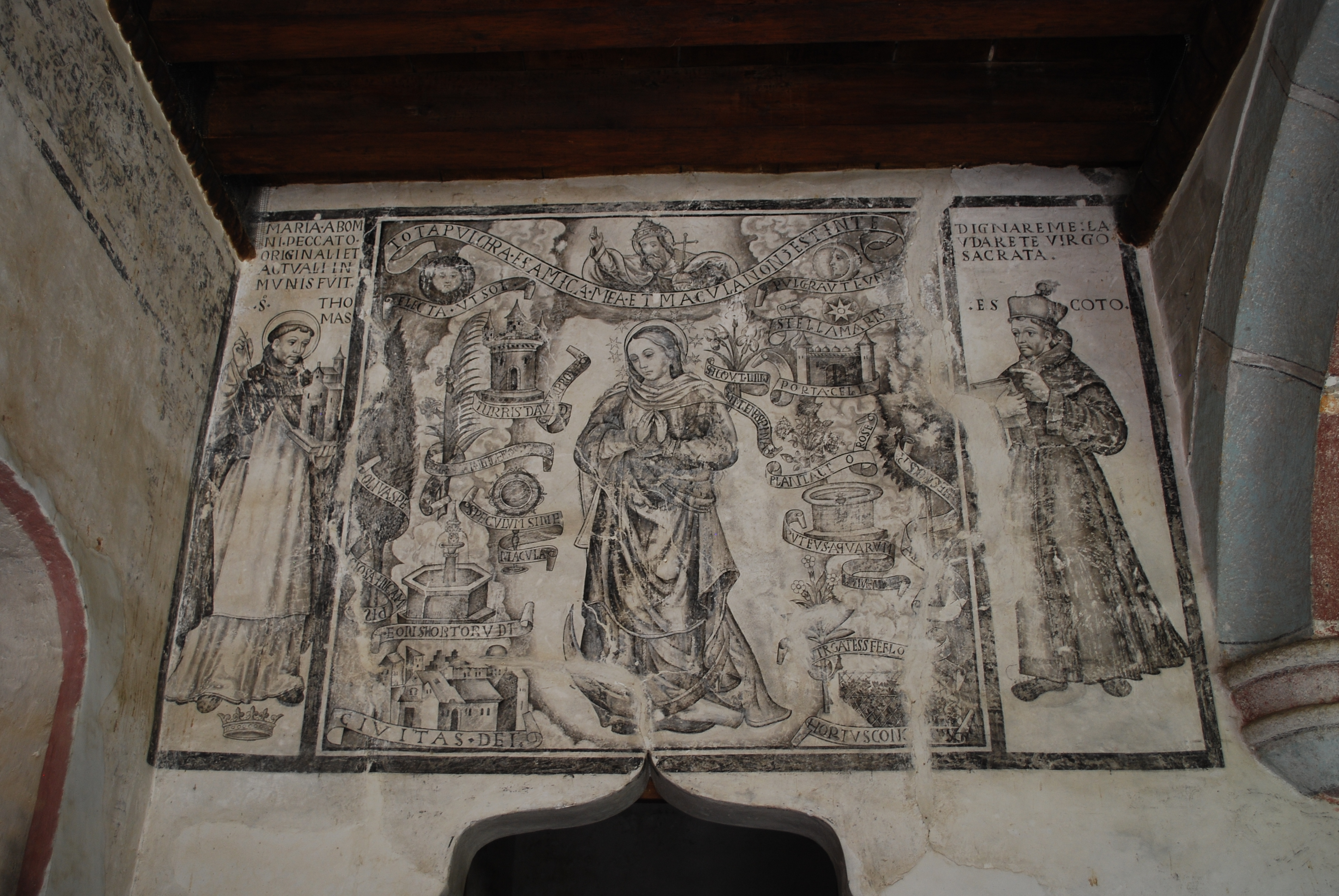
Чорно біла фреска з богородицею, монастир Михаїла Архангела в Уєхоцинго.
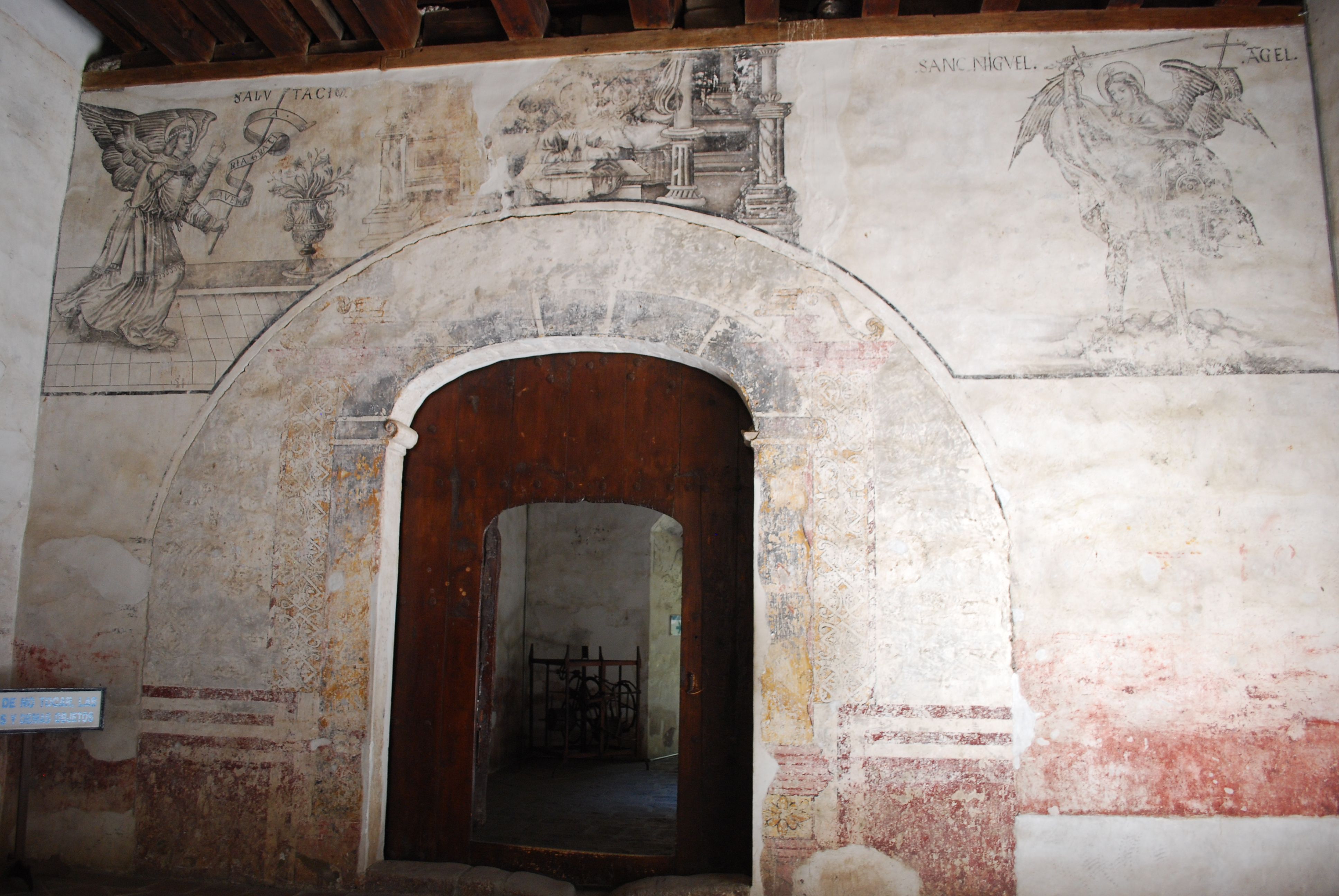
Залишки стінопису «Благовіщення» та Архангелом Михаїлом, штат Пуебла, Мексика
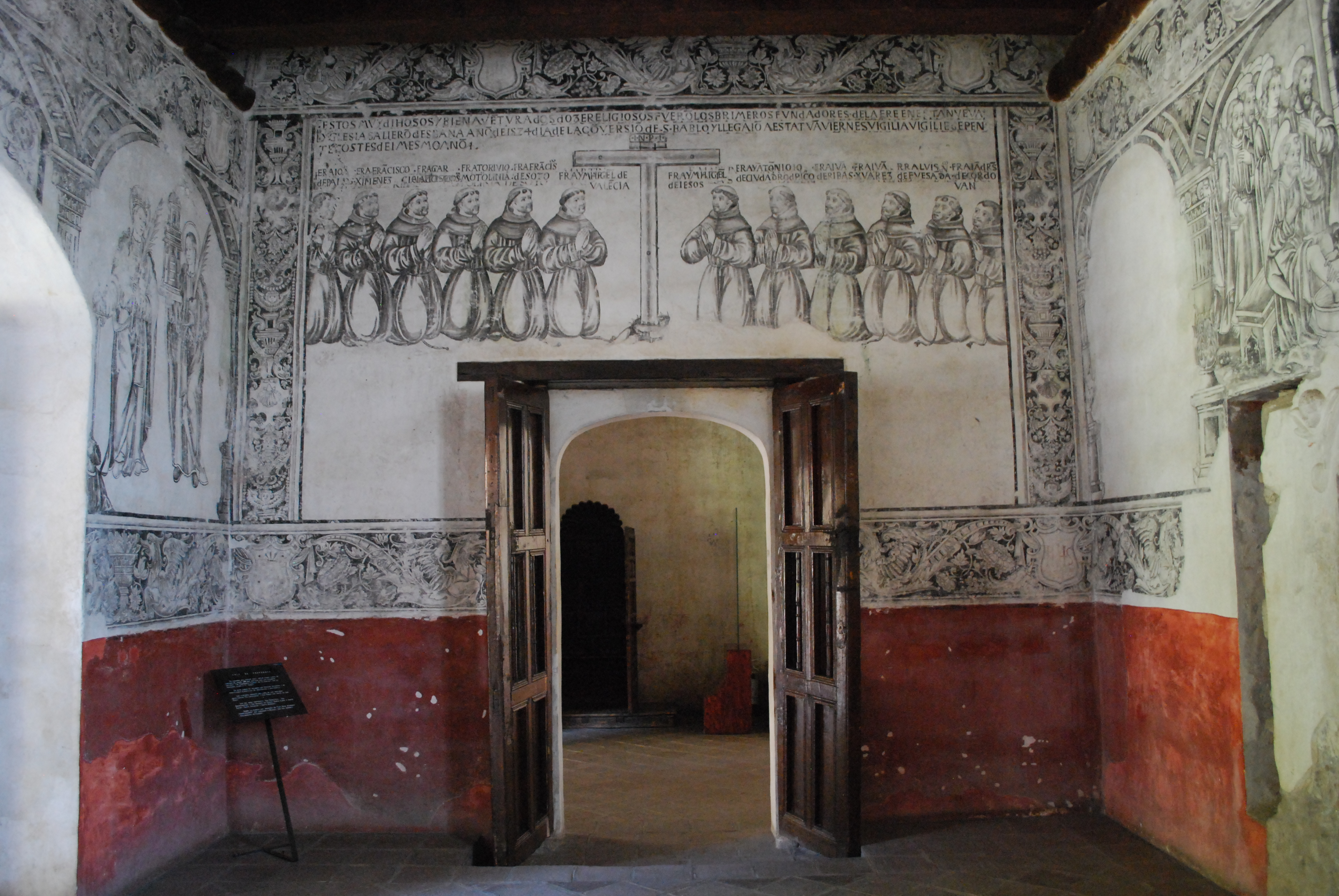
Дванадцять францисканців біля хреста, стінопис XVI ст., штат Пуебла, Мексика
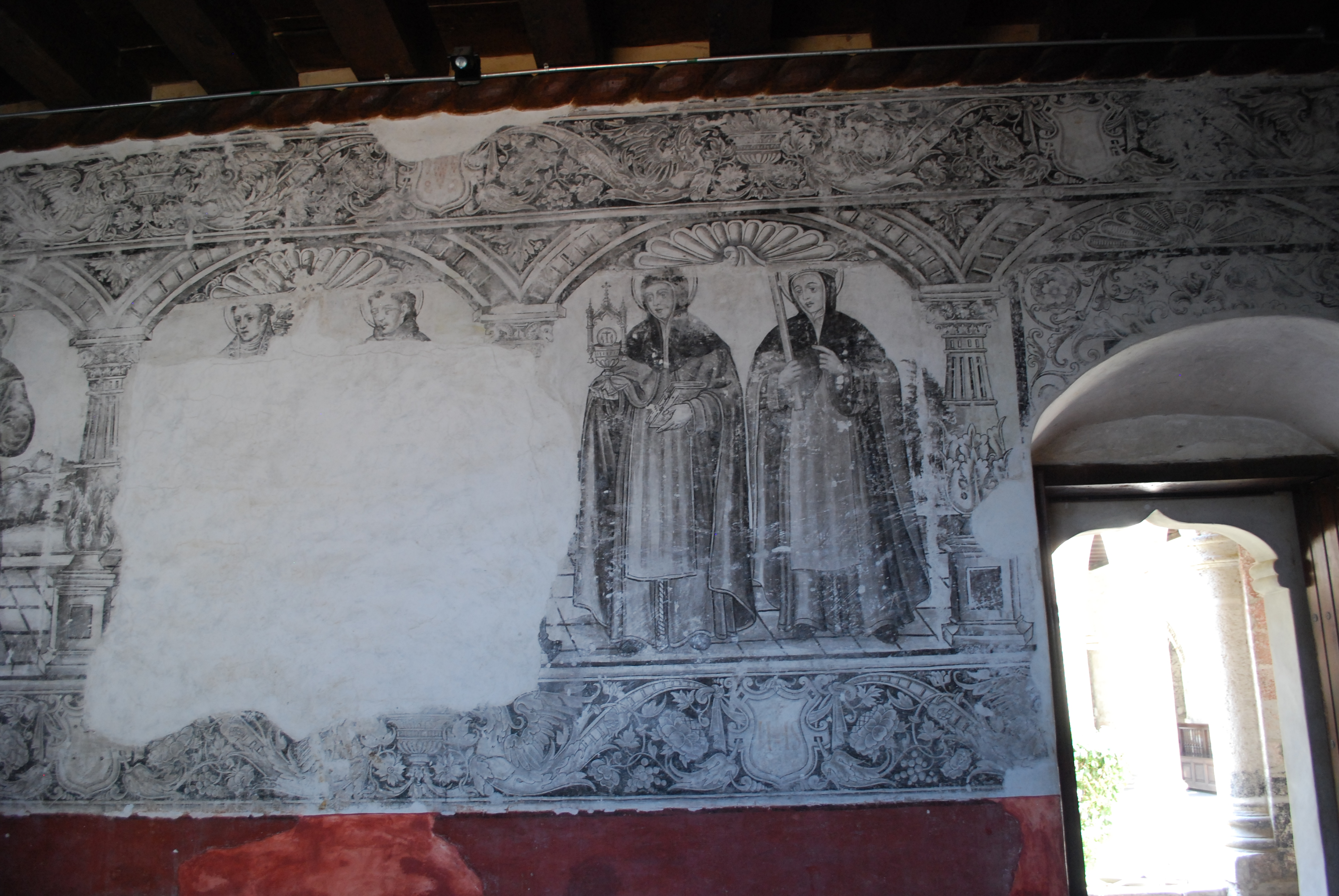
Залишки чорно білих стінописів із зображенням чотирьох св. жінок, монастир Михаїла Архангела (Уєхоцинго).

### Перші фрески в Україні
В Україні фреска відома з IV ст. до н. е. в будовах Північного Причорномор'я, у грец. колоніях й у скіфів. Ф. прикрашувано житлові будинки, гром. споруди і гробниці. Найцікавіші Ф. з I ст. до Хр. знайдено при розкопах гробниці Деметри в Керчі (сцени міфу про викрадення Кори — дочки Деметри — Плутоном). З того часу з Керчі походить також Ф. на кам'яному саркофазі зі зображенням робітні маляра (тепер у ленінградському Ермітажі).

### Фрески XI–XII ст.

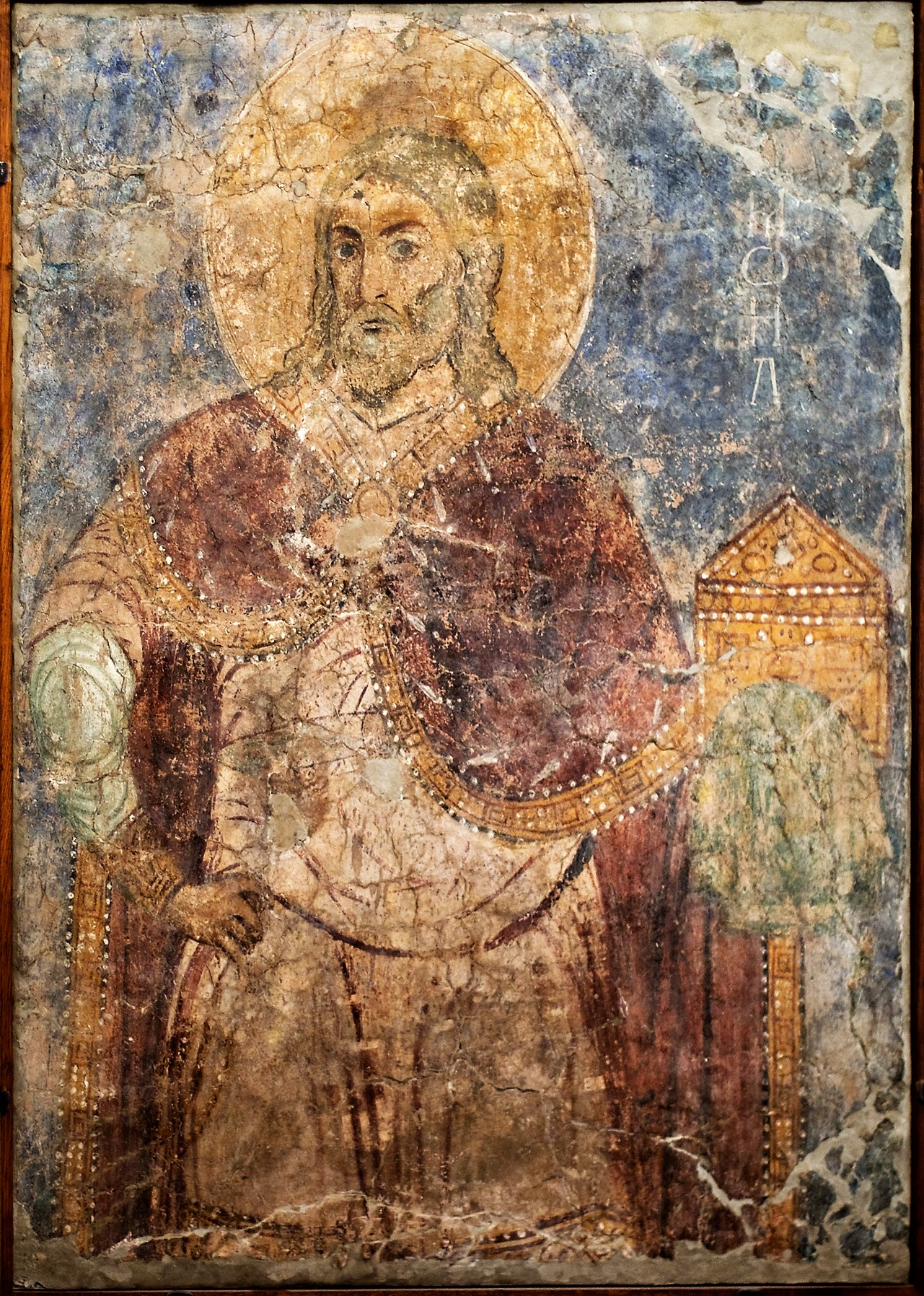
Пророк Самуїл. Фреска з Михайлівського Золотоверхого собору в Києві, 1112, Російський музей, Санкт-Петербург

У Київській державі основним видом внутрішнього мистецького оформлення храмів була Ф. Тільки в XI — на поч. XII ст. храми мали побіч Ф. мозаїку, якою прикрашали центр, частину, а фресковий розпис покривав усі бокові апсиди, склепіння, стовпи та стіни бокових нав, а часом стовпи арки, галереї, ніші, портали назовні. Поєднання мозаїки і Ф. — особливість київ. церк. мистецтва, у Візантії воно не практикувалося. Гармонію між Ф. і мозаїками досягано однаковими домінуючими кольорами. Найвизначнішими зразками цієї системи оздоблення є Софіївський собор в Києві (1037) і Михайлівський-Золотоверхий (поч. XII ст.; знищений більшовиками); другу мистецьку школу творили майстрі Успенського собору Києво-Печерського монастиря (XI ст., знищений під час Другої світової війни). У Софійському соборі домінують синій, білий, пурпуровий і частково зелений кольори. У гол. апсиді, бл. мозаїкової Оранти, розписані епізоди з життя Богоматері та її батьків. У центральній наві зображені найважливіші події з життя Ісуса Христа, друга частина Ф., пов'язана з христологічним циклом, розписана на 2 поверсі. Особливо цікаві Ф. світського характеру у центр. наві: князь Ярослав Мудрий і його родина та сцени з княжого побуту й побуту країни; гіподром, полювання, музиканти, скоморохи на стінах вежі. Найпоширеніший орнамент — переплетені звитки стебла вписані у геометричні форми,, які ніби сполучали мозаїку з Ф., повторяється у фрескових розписах Києва, Чернігова і Новгорода XI—XII ст. На збережених фресках Михайлівського Золотоверхого монастиря можна провести паралель розписів обидвох соборів, зокрема кольориту (в Михайлівському фрески мальовничі, яскраві) і типажу (м. ін. мозаїчні апостоли в Евхаристії без німбу святих). Подібно зображені фрескові апостоли в Остерській Юрієвій божниці (XI—XII ст.), але їх кольорит у теплій гамі з перевагою червоного і вохристого і спосіб письма відмінний від київських фресок. Фраґменти фресок чернігівських соборів: Спаського (св. Текля, поч. XI ст.), Борисо-Глібського, Успенського Єлецького монастиря (Оранта й ін.), П'ятницької церкви та сліди переяславських фресок з розкопок Михайлівського собору (1089), Спаської церкви на Посаді та ін. не дають підстав судити про особливості окремих мистецьких шкіл.
Від сер. XII століття Ф. майже цілковито витиснула мозаїку. Найповніший комплекс Ф. того часу зберігся в Кирилівській церкві в Києві. На них помітно вплив мистецтва Балканів. На відміну від інтелектуально витончених Ф. св. Софії, Кирилівські Ф. передають риси місц. типажу. Колорит Ф. яскравий, переважають теплі тони вохри та бронзовочервоної фарби. Склепіння і стіни, покриті численними сценами, дають новий тип декорації, характеристичний для київ. мист. школи XII ст. З нечисленних пам'яток відомо, що на той час свої місц. мист. школи вже мали й Чернігівське, Переяславське, Галицьке й Волинське князівства. Про монументальні ансамблі Ф. церков Львова, Луцька, Володимира, Холма, Хотина та ін. відомо тільки з Гал.-Вол. Літопису.

### Фрески XIV—XVст.
На підставі збережених фраґментів Ф. XIV ст. можна ствердити, що їх техніка була майже тотожна з технікою Ф. Київської держави. З XIV—XV ст. порівняно добре збереглися Ф. в костьолах Польщі, на Сандомирській, Серадській та Краківській землях, які розмальовували укр. майстрі з Галичини й Волині. З великого ч. цих робіт збереглися Ф. в замковій каплиці св. Трійці в Любліні (1418), виконані групою малярів, очоленою майстром Андрієм, в катедрі Сандомиру (1430-ті pp.), в колеґіальному костьолі у Вислиці (XIV ст.; майстер Гайль) та у Кракові в каплиці св. Хреста на Вавелі (1470). В усіх цих костьолах Ф. уміло вкомпоновані в ґготичні інтер'єри; укр. майстри зуміли поєднати малярство базоване на візант. традиціях з готичною архітектурою.
До пам'яток XV ст. належать частково збережені Ф. монастирської церкви св. Онуфрія в Лаврові, виконані в традиціях мистецтва XII—XIII ст. Лаврівські майстрі в багатофігурних композиціях досягали кольористичних ефектів, зіставляючи гармонійні або протиставляючи контрастні кольори. Лавровським Ф. властива декоративність, широке застосування орнаменту. Стилістично близькі до Ф. у Вислиці і Сандомирі Ф. Успенської церкви (1453—1458) в с. Лужанах (Чернівецька область).

### Спроби відновлення мистецтва фрески
Поширення дерев'яного будівництва церков і вживання олійної малярської техніки у настінних декораціях будов світського характеру загальмували розвиток фресок. Але на початку XX ст. були спроби відтворити техніку фрескових розписів в Київському Художньому Інституті в студії М. Бойчука.
- Т. Бойчук, К. Гвоздик, А. Іванова, О. Мизін, О. Павленко, І. Падалка, М. Рокицький, В. Седляр, М. Шехтіман брали участь у багатьох розписах у Києві, застосовуючи стародавню техніку й наслідуючи композиції народних картин та ікон XVII—XVIII ст. Серед їхніх робіт — цикл розписів Селянського санаторію в Одесі (1928), де створено галерею портретів фресковою технікою (Б. Кисиленко, О. Юнак).
- Фрески виконувалися також у Межигірському технікумі (В. Седляр, О. Павленко).
- Під керівництвом Лева Крамаренка розписували клуб та їдальню Дитячого містечка в Києві Д. Шавикін та І. Жданко (1924).
- 1929—1932 чимало розписів виконали одеські митці в Одесі і на Одещині: серед їхніх праць — розпис клубів у с. Каторжиному (1929; під кермою М. Гронця) та в Красноставі (1930; М. Лавренчук), в Одесі розписи Будинку преси (1929—1930; М. Павлюк, Г. Довженко, І. Гурвич, І. Пастернак, Я. Тимофєєв), клубу Держполітуправління (1930—1931; П. Пархет, І. Пастернак, І. Гурвич, Я. Тимофєєв) і Східної торгової палати (1927; Г. Комар та Г. Довженко).
- Під керівництвом Крамаренка 1930 року І. Жданко та Ю. Садиленко розписали конференц-залу в будинку Академії Наук у Києві.

Останні фрески, які виконали М. Бойчук у співпраці з В. Седляром та І. Падалкою були Ф. Червонозаводського театру в Харкові (1933—1935). Всі три митці, звинувачені у формалізмі, загинули на засланні.